# Перелік громад, що змінили церковну юрисдикцію з УПЦ (МП) на ПЦУ (до 2022)
Це список релігійних громад, що перейшли з УПЦ (МП) до ПЦУ до 2022 року.
Жирним виділені громади, перереєстровані офіційно.
| №      | Населений пункт         | Область          | Назва громади                                                                             | Дата переходу | Примітки                                                                 |
| ------ | ----------------------- | ---------------- | ----------------------------------------------------------------------------------------- | ------------- | ------------------------------------------------------------------------ |
| 1      | м. Вінниця              | Вінницька        | Катедральний собор Преображення Господнього                                               | 17.12.18      | Перереєстрована 19.02.19                                                 |
| 2      | м. Київ                 | Київ             | Церква Покрови Пресвятої Богородиці                                                       | 17.12.18      |                                                                          |
| 3      | м. Київ                 | Київ             | Ставропігійний собор Преображення Господнього                                             | 19.12.18      | Зареєстрована                                                            |
| 4      | с. Тютьки               | Вінницька        | Церква Святої великомучениці Параскеви                                                    | 19.12.18      | Перереєстрована                                                          |
| 5      | с. Шишківці             | Чернівецька      | Церква Різдва Пресвятої Богородиці                                                        | 19.12.18      |                                                                          |
| 6      | с. Минай                | Закарпатська     | Церква Святого Стефана                                                                    | 21.12.18      |                                                                          |
| 7      | с. Гущинці              | Вінницька        | Церкви Успіння Пресвятої Богородиці                                                       | 21.12.18      |                                                                          |
| 8      | с. Рівець               | Вінницька        | Церква Святого великомученика Димитрія Солунського                                        | 21.12.18      |                                                                          |
| 9      | смт Стрижавка           | Вінницька        | Церква Покрови Пресвятої Богородиці                                                       | 21.12.18      |                                                                          |
| 10     | м. Жовква               | Львівська        | Церква Святих Петра і Павла                                                               | 22.12.18      |                                                                          |
| 11     | м. Нововолинськ         | Волинська        | Церква Симеона Стовпника                                                                  | 22.12.18      | Без настоятеля                                                           |
| 12     | с. Романків             | Київська         | Церква Собору Київських Святих                                                            | 22.12.18      |                                                                          |
| 13     | м. Вінниця              | Вінницька        | Ікони Пресвятої Богородиці «Всіх скорботних радість»                                      | 23.12.18      | Перереєстрована 28.02.19                                                 |
| 14     | с. Сальник              | Вінницька        | Церква Воздвиження Чесного Хреста Господнього                                             | 23.12.18      |                                                                          |
| 15     | с. Байківка             | Вінницька        | Церква Покрови Пресвятої Богородиці                                                       | 23.12.18      |                                                                          |
| 16     | с. Махнівка             | Вінницька        | Церква Різдва Пресвятої Богородиці                                                        | 23.12.18      |                                                                          |
| 17     | м. Вінниця              | Вінницька        | Церква Святої Трійці                                                                      | 23.12.18      |                                                                          |
| 18     | м. Угнів                | Львівська        | Церква Різдва Богородиці                                                                  | 24.12.18      |                                                                          |
| 19     | с. Піщани               | Львівська        | Церква Святого Михайла                                                                    | 24.12.18      |                                                                          |
| 20     | с. Верчани              | Львівська        | Церква Святого Михайла                                                                    | 24.12.18      |                                                                          |
| 21     | с. Іванівка             | Вінницька        | Церква Воздвиження Чесного Хреста Господнього                                             | 24.12.18      |                                                                          |
| 22     | смт Вороновиця          | Вінницька        | Церква Чуда архістратига Михаїла                                                          | 24.12.18      |                                                                          |
| 23     | с. Доброгорща           | Хмельницька      | Церква Святого Миколая                                                                    | 25.12.18      |                                                                          |
| 24     | с. Трибухівці           | Тернопільська    | Церква Благовіщення Пресвятої Богородиці                                                  | 26.12.18      |                                                                          |
| 25     | м. Хмельницький         | Хмельницька      | Церква на честь Ікони Божої Матері «Неопалима Купина»                                     | 27.12.18      |                                                                          |
| 26     | с. Блажіївка            | Вінницька        | Церква Покрови Пресвятої Богородиці                                                       | 27.12.18      |                                                                          |
| 27     | с. Біляни               | Вінницька        | Церква Святого Іоанна Богослова                                                           | 28.12.18      |                                                                          |
| 28     | с. Рубанівське          | Дніпропетровська | Церква Покрови Пресвятої Богородиці                                                       | 28.12.18      |                                                                          |
| 29     | с. Сокиринці            | Вінницька        | Церква Святого Димитрія Солунського                                                       | 29.12.18      | Без настоятеля                                                           |
| 30     | с. Боянчук              | Чернівецька      | Церква Різдва Пресвятої Богородиці                                                        | 30.12.18      |                                                                          |
| 31     | с. Карапчів             | Чернівецька      | Церква Різдва Пресвятої Богородиці                                                        | 30.12.18      |                                                                          |
| 32     | с. Бокиївка             | Хмельницька      | Церква ікони Божої Матері «Призри на смирення»                                            | 30.12.18      | Без настоятеля                                                           |
| 33     | с. Непедівка            | Вінницька        | Церква Святого Миколая                                                                    | 30.12.18      |                                                                          |
| 34     | с. Красноволя           | Волинська        | Церква Архістратига Михаїла                                                               | 30.12.18      | Перереєстрована                                                          |
| 35     | с. Скибин               | Черкаська        | Церква Святої Параскеви П'ятниці                                                          | 31.12.18      |                                                                          |
| 36     | с. Шпиколоси            | Львівська        | Церква Святої Трійці                                                                      | 1.01.19       |                                                                          |
| 37     | с. Охматів              | Черкаська        | Церква Покрови Пресвятої Богородиці                                                       | 2.01.19       |                                                                          |
| 38     | с. Ходосівка            | Київська         | Церква Преображення Господнього                                                           | 2.01.19       |                                                                          |
| 39     | м. Луцьк                | Волинська        | Церква Ікони Пресвятої Богородиці «Всіх скорботних радість»                               | 4.01.19       |                                                                          |
| 40     | м. Вінниця              | Вінницька        | Церква князя Олександра Невського                                                         | 6.01.19       |                                                                          |
| 41     | с. Трибухівці           | Тернопільська    | Церкви Успіння Пресвятої Богородиці                                                       | 6.01.19       | Без настоятеля                                                           |
| 42     | с. Кордишів             | Тернопільська    | Церква Покрови Пресвятої Богородиці                                                       | 6.01.19       | Перереєстрована                                                          |
| 43     | с. Карів                | Львівська        | Церква Святої Параскеви П'ятниці                                                          | 6.01.19       |                                                                          |
| 44     | с. Стадниця             | Вінницька        | Церква Святого Димитрія Солунського                                                       | 6.01.19       | Без настоятеля                                                           |
| 45     | с. Мала Маньківка       | Черкаська        | Церква Іоанна Богослова                                                                   | 7.01.19       |                                                                          |
| 46     | с. Харківка             | Черкаська        | Церква Святого Михайла                                                                    | 7.01.19       |                                                                          |
| 47     | с. Тимошівка            | Черкаська        | Церква Святої Параскеви П'ятниці                                                          | 7.01.19       |                                                                          |
| 48     | с. Деражне              | Рівненська       | Церква Воздвиження Хреста Господнього                                                     | 8.01.19       |                                                                          |
| 49     | с. Перемога             | Вінницька        | Церква Святого Михайла                                                                    | 9.01.19       | Без настоятеля                                                           |
| 50     | с. Пузирки              | Вінницька        | Церква Різдва Пресвятої Богородиці                                                        | 9.01.19       | Без настоятеля                                                           |
| 51     | с. Теліжинці            | Хмельницька      | Церква Покрови Пресвятої Богородиці                                                       | 9.01.19       |                                                                          |
| 52     | с. Закружці             | Хмельницька      | Церкви Успіння Пресвятої Богородиці                                                       | 9.01.19       |                                                                          |
| 53     | с. Пильки               | Хмельницька      | Церква Св. Димитрія Солунського                                                           | 9.01.19       |                                                                          |
| 54     | с. Сохужинці            | Хмельницька      | Церква Святого Михайла                                                                    | 9.01.19       |                                                                          |
| 55     | с. Чижівка              | Хмельницька      | Церква Іоанна Богослова                                                                   | 9.01.19       |                                                                          |
| 56     | с. Мерва                | Волинська        | Церква Різдва Пресвятої Богородиці                                                        | 9.01.19       |                                                                          |
| 57     | с. Будне                | Вінницька        | Церква Святого великомученика Димитрія Солунського                                        | 11.01.19      | Перереєстрована                                                          |
| 58     | с. Зведенівка           | Вінницька        | Церква Святого Миколая                                                                    | 11.01.19      | Перереєстрована                                                          |
| 59     | с. Комарів              | Вінницька        | Церква святого Архистратига Михаїла                                                       | 11.01.19      | Перереєстрована 13.05.19                                                 |
| 60     | с. Тімірязєвка          | Миколаївська     | Церква Петра і Павла                                                                      | 11.01.19      |                                                                          |
| 61     | с. Мизове               | Волинська        | Різдва Пресвятої Богородиці                                                               | 12.01.19      | Перереєстрована 19.03.19                                                 |
| 62     | с. Миролюбівка          | Вінницька        | Церкви Успіння Пресвятої Богородиці                                                       | 13.01.19      |                                                                          |
| 63     | с. Степанівка           | Вінницька        | Церкви Успіння Пресвятої Богородиці                                                       | 13.01.19      | Перереєстрована 13.05.19                                                 |
| 64     | с. Новостав             | Волинська        | Церква Різдва Пресвятої Богородиці                                                        | 13.01.19      |                                                                          |
| 65     | с. Пужайкове            | Одеська          | Церква Святого великомученика Димитрія Солунського                                        | 13.01.19      | Без настоятеля                                                           |
| 66     | с. Шандровець           | Львівська        | Церква Святого Михайла                                                                    | 13.01.19      |                                                                          |
| 67     | с. Похівка              | Ів.-Франківська  | Церква Святого Михайла                                                                    | 13.01.19      | Без настоятеля                                                           |
| 68     | м. Коломия              | Ів.-Франківська  | Собор Успіння Пресвятої Богородиці                                                        | 13.01.19      |                                                                          |
| 69     | с. Писарівка            | Хмельницька      | Церква Вознесіння Господнього                                                             | 13.01.19      |                                                                          |
| 70     | с. Кривачинці           | Хмельницька      | Церква Святого Димитрія                                                                   | 13.01.19      |                                                                          |
| 71     | с. Бриків               | Тернопільська    | Церква Святого Георгія                                                                    | 13.01.19      |                                                                          |
| 72     | с. Гніздичне            | Тернопільська    | Церква Преображення Господнього                                                           | 13.01.19      |                                                                          |
| 73     | м. Берестечко           | Волинська        | Собор Святої Трійці                                                                       | 14.01.19      | Перереєстрована                                                          |
| 74     | с. Котюжани             | Вінницька        | Церква Святого Миколая                                                                    | 14.01.19      | Без настоятеля                                                           |
| 75     | с. Кунів                | Хмельницька      | Церква Різдва Пресвятої Богородиці                                                        | 14.01.19      |                                                                          |
| 76     | с. Велика Радогощ       | Хмельницька      | Церква Святого Михайла                                                                    | 14.01.19      |                                                                          |
| 77     | с. Мала Радогощ         | Хмельницька      | Церква Покрови Пресвятої Богородиці                                                       | 14.01.19      |                                                                          |
| 78     | с. Райківці             | Хмельницька      | Церква Святого Михайла                                                                    | 14.01.19      | Без настоятеля                                                           |
| 79     | с. Долоччя              | Хмельницька      | Церква апостола Луки                                                                      | 14.01.19      |                                                                          |
| 80     | с. Онишківці            | Тернопільська    | Церкви Успіння Пресвятої Богородиці                                                       | 15.01.19      | Без настоятеля                                                           |
| 81     | смт Сатанів             | Хмельницька      | Троїцький жіночий монастир                                                                | 15.01.19      |                                                                          |
| 82     | с. Брониця              | Волинська        | Церква Іоанна Предтечі                                                                    | 15.01.19      | Без настоятеля                                                           |
| 83     | с. Оленівка             | Чернігівська     | Церква Вознесіння Господнього                                                             | 15.01.19      | Без настоятеля                                                           |
| 84     | с. Халаїдове            | Черкаська        | Церква Різдва Богородиці                                                                  | 15.01.19      |                                                                          |
| 85     | с. Терлиця              | Черкаська        | Церква Святого Димитрія                                                                   | 15.01.19      |                                                                          |
| 86     | с. Тарнава              | Черкаська        | Церква Святого Михайла                                                                    | 15.01.19      |                                                                          |
| 87     | с. Ворсівка             | Житомирська      | Церква Святителя Миколая Чудотворця                                                       | 16.01.19      | Перереєстрована                                                          |
| 88     | с. Радошівка            | Тернопільська    | Церква Святої Параскеви П'ятниці                                                          | 16.01.19      | Без настоятеля                                                           |
| 89     | с. Малі Крушлинці       | Вінницька        | Церква Покрови Пресвятої Богородиці                                                       | 16.01.19      |                                                                          |
| 90     | с. Старолозуватка       | Дніпропетровська | Церква Покрови Пресвятої Богородиці                                                       | 17.01.19      |                                                                          |
| 91     | с. Попівка              | Вінницька        | Церква Святої Параскеви П'ятниці                                                          | 17.01.19      | Перереєстрована                                                          |
| 🟥     | с. Сосонка              | Вінницька        | Церква Святого Михайла                                                                    | 17.01.19      |                                                                          |
| 92     | с. Положеве             | Волинська        | Церква Святого Димитрія Солунського                                                       | 18.01.19      |                                                                          |
| 93     | м. Запоріжжя            | Запорізька       | Церква Віри, Надії, Любові та матері їх Софії                                             | 18.01.19      |                                                                          |
| 94     | с. Руде Село            | Київська         | Церква Святої Трійці                                                                      | 18.01.19      | Без настоятеля                                                           |
| 95     | м. Вінниця              | Вінницька        | Церква святого Іоана Хрестителя                                                           | 18.01.19      |                                                                          |
| 96     | с. Кутрів               | Волинська        | Георгія Переможця                                                                         | 19.01.19      | Перереєстрована 11.12.19                                                 |
| 97     | с. Гряди                | Волинська        | Церква Казанська ікона Божої Матері                                                       | 19.01.19      |                                                                          |
| 98     | м. Андрушівка           | Житомирська      | Церква Трьох Святителів                                                                   | 19.01.19      |                                                                          |
| 99     | с. Кишин                | Житомирська      | Церква Святої Трійці                                                                      | 19.01.19      |                                                                          |
| 100    | с. Павлівка             | Житомирська      | Церква Стрітення Господнього                                                              | 19.01.19      |                                                                          |
| 101    | с. Стуфчинці            | Хмельницька      | Церква Святого Михайла                                                                    | 19.01.19      |                                                                          |
| 102    | м. Хмельницький         | Хмельницька      | Церква Іоана Богослова                                                                    | 19.01.19      |                                                                          |
| 103    | с. Голосків             | Хмельницька      | Церква Святого Миколая                                                                    | 19.01.19      |                                                                          |
| 104    | смт Наркевичі           | Хмельницька      | Церква Святих Петра і Павла                                                               | 19.01.19      |                                                                          |
| 105    | с. Бубнівка             | Хмельницька      | Церква Святого Михайла                                                                    | 19.01.19      | Перереєстрована 25.11.22                                                 |
| 106    | смт Чорний Острів       | Хмельницька      | Церква Преображення Господнього                                                           | 19.01.19      |                                                                          |
| 107    | с. Горошівці            | Чернівецька      | Церква Успіння Пресвятої Богородиці                                                       | 19.01.19      | Перереєстрована                                                          |
| 108    | с. Бохоники             | Вінницька        | Церква Іоанна Богослова                                                                   | 19.01.19      |                                                                          |
| 109    | с. Пеньківка            | Вінницька        | Церква Святого Миколая                                                                    | 20.01.19      | Без настоятеля                                                           |
| 110    | с. Журавлівка           | Вінницька        | Церква Святого Димитрія                                                                   | 20.01.19      |                                                                          |
| 111    | с. Володіївці           | Вінницька        | Церква Різдва Пресвятої Богородиці                                                        | 20.01.19      |                                                                          |
| 112    | с. Нічогівка            | Волинська        | Церква Святого Миколая                                                                    | 20.01.19      |                                                                          |
| 113    | с. Скобелка             | Волинська        | Церква Святого Миколая                                                                    | 20.01.19      | Перереєстрована                                                          |
| 114    | с. Урвенна              | Рівненська       | Казанської ікони Богоматері                                                               | 20.01.19      | Перереєстрована                                                          |
| 115    | м. Великі Мости         | Львівська        | Церкви Успіння Пресвятої Богородиці                                                       | 20.01.19      |                                                                          |
| 116    | с. Стенятин             | Львівська        | Церква Воздвиження Чесного Хреста Господнього                                             | 20.01.19      |                                                                          |
| 117    | с. Сураж                | Тернопільська    | Церква Різдва Пресвятої Богородиці                                                        | 20.01.19      |                                                                          |
| 118    | с. Розтоки              | Тернопільська    | Церкви Успіння Пресвятої Богородиці                                                       | 20.01.19      |                                                                          |
| 119    | с. Мала Бережанка       | Хмельницька      | Церква Покрови Пресвятої Богородиці                                                       | 20.01.19      | Без настоятеля                                                           |
| 120    | м. Одеса                | Одеська          | Церква Святих Кирила і Мефодія                                                            | 20.01.19      | Без настоятеля                                                           |
| 121    | с. Перемога             | Київська         | Церква Різдва Пресвятої Богородиці                                                        | 21.01.19      |                                                                          |
| 122    | с. Лукаші               | Київська         | Церква Святого архистратига Михаїла                                                       | 21.01.19      |                                                                          |
| 123    | с. Мліїв                | Черкаська        | Церкви Успіння Пресвятої Богородиці                                                       | 21.01.19      |                                                                          |
| 124    | с. Жалин                | Рівненська       | Церква Преображення Господнього                                                           | 21.01.19      | Без настоятеля                                                           |
| 125    | с. Демківці             | Житомирська      | Церква Святого Василія Великого                                                           | 22.01.19      |                                                                          |
| 126    | с. Княжин               | Житомирська      | Церква Святого Іллі                                                                       | 22.01.19      |                                                                          |
| 127    | с. Микулинці            | Вінницька        | Церква Різдва Пресвятої Богородиці                                                        | 22.01.19      |                                                                          |
| 128    | с. Радошин              | Волинська        | Церква Покрови Пресвятої Богородиці                                                       | 22.01.19      | Без настоятеля                                                           |
| 129    | с. Битень               | Волинська        | Церква Святого Дмитра                                                                     | 22.01.19      | Без настоятеля                                                           |
| 130    | с. Верхівка             | Вінницька        | Церква Святого Дмитра                                                                     | 23.01.19      | Без настоятеля                                                           |
| 131    | с. Кісниця              | Вінницька        | Церква Покрови Пресвятої Богородиці                                                       | 23.01.19      |                                                                          |
| 132    | с. Корчів               | Львівська        | Церква Святих Косьми і Даміана                                                            | 23.01.19      |                                                                          |
| 133    | с. Михайлівка           | Львівська        | Церква Святого Михайла                                                                    | 23.01.19      |                                                                          |
| 134    | с. Перегонівка          | Кіровоградська   | Церква Воздвиження Чесного Хреста Господнього                                             | 24.01.19      | Без настоятеля                                                           |
| 135    | с. Піддубне             | Львівська        | Церква Покрови Пресвятої Богородиці                                                       | 24.01.19      |                                                                          |
| 136    | с. Свитазів             | Львівська        | Церква Покрови Пресвятої Богородиці                                                       | 24.01.19      |                                                                          |
| 137    | с. Давидівка            | Житомирська      | Церква Святої Параскеви П'ятниці                                                          | 24.01.19      |                                                                          |
| 138    | с. Коршів               | Волинська        | Церква Воздвиження Чесного Хреста Господнього                                             | 25.01.19      |                                                                          |
| 139    | с. Ковпита              | Чернігівська     | Церква Покрови Пресвятої Богородиці                                                       | 26.01.19      | Без настоятеля                                                           |
| 140    | с. Пустотине            | Чернігівська     | Церква Вознесіння Господнього                                                             | 26.01.19      |                                                                          |
| 141    | с. Макіївка             | Чернігівська     | Церква Покрови Пресвятої Богородиці                                                       | 26.01.19      |                                                                          |
| 142    | смт Сарата              | Одеська          | Церква Покрови Пресвятої Богородиці                                                       | 26.01.19      | Перереєстрована 24.06.21                                                 |
| 143    | с. Бобичі               | Волинська        | Церква Покрови Пресвятої Богородиці                                                       | 26.01.19      |                                                                          |
| 144    | с. Лука-Мелешківська    | Вінницька        | Церква Преображення Господнього                                                           | 26.01.19      | Перереєстрована                                                          |
| 145    | с. Сокиричі             | Волинська        | Церква Олександра Невського                                                               | 26.01.19      | три відомчі храми: при військовому шпиталі, прокуратурі та школі поліції |
| 146    | с. Топилище             | Волинська        | Церква Святого Михайла                                                                    | 27.01.19      |                                                                          |
| 147    | с. Тельчі               | Волинська        | Церква Трьох Святителів                                                                   | 27.01.19      | Без настоятеля, перереєстрована                                          |
| 148    | с. Садів                | Волинська        | Казанської ікони Божої Метері                                                             | 27.01.19      | Перереєстрована                                                          |
| 149    | с. Журавники            | Волинська        | Церква Святого Дмитра                                                                     | 27.01.19      |                                                                          |
| 150    | с. Піски                | Волинська        | Церква Святого Георгія                                                                    | 27.01.19      | Без настоятеля                                                           |
| 151    | с. Серхів               | Волинська        | Церква Покрови Пресвятої Богородиці                                                       | 27.01.19      | Без настоятеля                                                           |
| 152    | с. Довгів               | Волинська        | Церква Святого Михайла                                                                    | 27.01.19      |                                                                          |
| 153    | с. Бондарівка           | Житомирська      | Церква Покрови Пресвятої Богородиці                                                       | 27.01.19      |                                                                          |
| 154    | с. Ушиця                | Житомирська      | Церква Святих Петра і Павла                                                               | 27.01.19      |                                                                          |
| 155    | с. Малий Браталів       | Житомирська      | Церква Святого Михайла                                                                    | 27.01.19      |                                                                          |
| 156    | с. Мала Любаша          | Рівненська       | Церква Покрови Пресвятої Богородиці                                                       | 27.01.19      |                                                                          |
| 157    | с. Копиткове            | Рівненська       | Церква Воздвиження Чесного Хреста Господнього                                             | 27.01.19      | Перереєстрована                                                          |
| 158    | с. Збуж                 | Рівненська       | Церква Святого Михайла                                                                    | 27.01.19      |                                                                          |
| 159    | с. Іваннє               | Рівненська       | Церква Різдва Пресвятої Богородиці                                                        | 27.01.19      | Перереєстрована                                                          |
| 160    | с. Ясени                | Чернівецька      | Церква Покрови Пресвятої Богородиці                                                       | 27.01.19      |                                                                          |
| 161    | с. Задубрівка           | Чернівецька      | Церква Святого Михайла                                                                    | 27.01.19      | Перереєстрована 18.06.21 Без настоятеля                                  |
| 162    | с. Васловівці           | Чернівецька      | Церкви Успіння Пресвятої Богородиці                                                       | 27.01.19      | Без настоятеля                                                           |
| 163    | смт Ясіня               | Закарпатська     | Церква Покрови Пресвятої Богородиці                                                       | 27.01.19      |                                                                          |
| 164    | с. Юхимівці             | Хмельницька      | Церква Святої Трійці                                                                      | 27.01.19      |                                                                          |
| 165    | м. Київ                 | Київ             | Церква Святої великомучениці Катерини                                                     | 27.01.19      |                                                                          |
| 166    | смт Десна               | Чернігівська     | Церква Святого Архангела Гавриїла                                                         | 27.01.19      |                                                                          |
| 167    | с. Ружичанка            | Хмельницька      | Церква Амфіосія Почаївського                                                              | 28.01.19      |                                                                          |
| 168    | с. Воловиця             | Чернігівська     | Церква Святого Михайла                                                                    | 28.01.19      |                                                                          |
| 169    | с-ще Сонячне            | Вінницька        | Церква Святого Олександра Невського                                                       | 28.01.19      | Без настоятеля, Перереєстрована                                          |
| 170    | с. Костянтинівка        | Черкаська        | Церква Воскресіння Господнього                                                            | 28.01.19      |                                                                          |
| 171    | с. Орловець             | Черкаська        | Церква Святого Миколая                                                                    | 29.01.19      |                                                                          |
| 172    | с. Прохорівка           | Черкаська        | Церква Святого пророка Іллі                                                               | 29.01.19      |                                                                          |
| 173    | м. Хмельницький         | Хмельницька      | Церква Святої Трійці                                                                      | 29.01.19      |                                                                          |
| 174    | с. Красносілка          | Вінницька        | Святого апостола євангеліста Іоанна Богослова                                             | 29.01.19      | Перереєстрована                                                          |
| 175    | м. Рівне                | Рівненська       | Церква Преподобного Агапіта Печерського                                                   | 30.01.19      |                                                                          |
| 176    | с. Острів'я             | Волинська        | Церква Святої Варвари                                                                     | 31.01.19      |                                                                          |
| 177    | с. Стінка               | Тернопільська    | Церква Різдва Богородиці                                                                  | 31.01.19      |                                                                          |
| 178    | с. Городище             | Житомирська      | Церква Святого Дмитрія                                                                    | 31.01.19      |                                                                          |
| 179    | с. Прилуки              | Житомирська      |                                                                                           | 31.01.19      |                                                                          |
| 180    | с. Станіславівка        | Житомирська      | Церква Святого Миколая                                                                    | 31.01.19      |                                                                          |
| 181    | с. Велика Кісниця       | Вінницька        | Церкви Успіння Пресвятої Богородиці                                                       | 31.01.19      | Перереєстрована                                                          |
| 182    | с. Гурівці              | Вінницька        | Церква Різдва Пресвятої Богородиці                                                        | 31.01.19      |                                                                          |
| 183    | с. Снітків              | Вінницька        | Церква Різдва Пресвятої Богородиці                                                        | 31.01.19      | Перереєстрована                                                          |
| 184    | с. Примощаниця          | Вінницька        | Церква Святого Дмитра                                                                     | 31.01.19      |                                                                          |
| 185    | с. Шевченкове           | Вінницька        | Церква Святого Миколая                                                                    | 31.01.19      |                                                                          |
| 186    | с. Майдан               | Вінницька        | Церква Святого Дмитра                                                                     | 31.01.19      |                                                                          |
| 187    | м. Вінниця              | Вінницька        | Церква Святих Кирила і Мефодія                                                            | 31.01.19      |                                                                          |
| 188    | с. Рижани               | Житомирська      | Церква Різдва Пресвятої Богородиці                                                        | 1.02.19       |                                                                          |
| 189    | с. Дмитрівка            | Харківська       | Церква Покрови Пресвятої Богородиці                                                       | 1.02.19       |                                                                          |
| 190    | с. Писарівка            | Вінницька        | Церква Покрови Пресвятої Богородиці                                                       | 1.02.19       |                                                                          |
| 191    | с. Макотерти            | Рівненська       | Церква Покрови Пресвятої Богородиці                                                       | 2.02.19       | Перереєстрована                                                          |
| 192    | с. Півче                | Рівненська       | Церква Святого Миколая                                                                    | 2.02.19       | Перереєстрована                                                          |
| 193    | с. Воскресенівка        | Харківська       | Церква Покрови Пресвятої Богородиці                                                       | 2.02.19       |                                                                          |
| 194    | м. Харків               | Харківська       | Каплиця Святого мученика Іоанна Воїна                                                     | 2.02.19       |                                                                          |
| 195    | с. Погреби              | Київська         | Церкви Успіння Пресвятої Богородиці                                                       | 2.02.19       | Перереєстрована                                                          |
| 196    | с. Берестяне            | Волинська        | Різдва Пресвятої Богородиці                                                               | 2.02.19       | Перереєстрована                                                          |
| 197    | с. Хижинці              | Вінницька        | Церква Різдва Пресвятої Богородиці                                                        | 2.02.19       | Без настоятеля                                                           |
| 198    | с. Вербовець            | Вінницька        | Церква Покров Пресвятої Богородиці                                                        | 2.02.19       | Перереєстрована 14.07.21                                                 |
| 199    | с. Людвище              | Тернопільська    | Церква Різдва Пресвятої Богородиці                                                        | 2.02.19       |                                                                          |
| 200    | с. Сінгури              | Житомирська      | Церква Воздвиження Чесного Хреста Господнього                                             | 2.02.19       | Без настоятеля                                                           |
| 201    | с. Привітів             | Житомирська      | Церква Різдва Богородиці                                                                  | 2.02.19       | Без настоятеля                                                           |
| 🟥     | с. Базар                | Житомирська      | Церква Покрови Пресвятої Богородиці                                                       | 2.02.19       | Без настоятеля                                                           |
| 202    | с. Вощатин              | Волинська        | Церква Святих Петра і Павла                                                               | 3.02.19       | Без настоятеля                                                           |
| 203    | с. Зелене               | Волинська        | Церква Пресвятої Богородиці                                                               | 3.02.19       |                                                                          |
| 204    | с. Литовеж              | Волинська        | Церква Введення в храм Пресвятої Богородиці                                               | 3.02.19       |                                                                          |
| 205    | с. Городок              | Волинська        | Церква Різдва Пресвятої Богородиці                                                        | 3.02.19       |                                                                          |
| 206    | с. Брани                | Волинська        | Церква Покрови Пресвятої Богородиці                                                       | 3.02.19       |                                                                          |
| 207    | с. Галичани             | Волинська        | Церква Святих Петра і Павла                                                               | 3.02.19       |                                                                          |
| 208    | с. Сільце               | Волинська        | Церква Симеона Стовпника                                                                  | 3.02.19       |                                                                          |
| 209    | с. Сірнички             | Волинська        | Церква Іоанна Хрестителя                                                                  | 3.02.19       |                                                                          |
| 210    | с. Семеринське          | Волинська        | Церква Різдва Пресвятої Богородиці                                                        | 3.02.19       |                                                                          |
| 211    | с. Зубильне             | Волинська        | Церква Різдва Пресвятої Богородиці                                                        | 3.02.19       |                                                                          |
| 212    | с. Морозівка            | Вінницька        | Церква Димитрія Солунського                                                               | 3.02.19       | Перереєстрована                                                          |
| 213    | смт Крижопіль           | Вінницька        | Церква Святого Миколая                                                                    | 3.02.19       | Без настоятеля                                                           |
| 214    | с. Михайлівка           | Чернівецька      | Церква Різдва Пресвятої Богородиці                                                        | 3.02.19       |                                                                          |
| 215    | с. П'ядиківці           | Чернівецька      | Церква Іоана Богослова                                                                    | 3.02.19       |                                                                          |
| 216    | с. Товтри               | Чернівецька      | Церкви Успіння Пресвятої Богородиці                                                       | 3.02.19       | Без настоятеля                                                           |
| 217    | с. Тисовець             | Чернівецька      | Церква Дмитрія Солунського                                                                | 3.02.19       |                                                                          |
| 218    | с. Будо-Орловецька      | Черкаська        | Церква Покрови Божої Матері                                                               | 3.02.19       |                                                                          |
| 219    | с. Воронівка            | Черкаська        | Церква святого апостола Іоана Богослова                                                   | 3.02.19       |                                                                          |
| 220    | с. Грозьово             | Львівська        | Церква Богоявлення Господнього                                                            | 3.02.19       |                                                                          |
| 221    | с. Дністрик             | Львівська        | Церква Святого Іоанна Хрестителя                                                          | 3.02.19       |                                                                          |
| 222    | смт Ясіня               | Закарпатська     | Церква Святого Георгія                                                                    | 3.02.19       | Без настоятеля                                                           |
| 223    | смт Богородчани         | Ів.-Франківська  | Церква Святих апостолів Петра і Павла                                                     | 3.02.19       | Перереєстрована                                                          |
| 224    | с. Нова Мощаниця        | Рівненська       | Церква Різдва Пресвятої Богородиці                                                        | 3.02.19       | Перереєстрована                                                          |
| 225    | с. Буща                 | Рівненська       | Церква Святого Михайла                                                                    | 3.02.19       | Перереєстрована                                                          |
| 226    | с. Немичинці            | Хмельницька      | Церква Димитрія Солунського                                                               | 3.02.19       |                                                                          |
| 227    | с. Хоминці              | Хмельницька      | Церква Казанської ікони Божої Матері                                                      | 3.02.19       |                                                                          |
| 228    | с. Гвардійське          | Хмельницька      | Церкви Успіння Пресвятої Богородиці                                                       | 3.02.19       | Без настоятеля                                                           |
| 229    | м. Городище             | Черкаська        | Церква Святого Стефана                                                                    | 3.02.19       |                                                                          |
| 230    | с. Зорівка              | Черкаська        | Церква Святого Миколая                                                                    | 3.02.19       | Без настоятеля                                                           |
| 231    | с. Гольма               | Одеська          | Церква Різдва Пресвятої Богородиці                                                        | 3.02.19       |                                                                          |
| 232    | с. Рівне                | Вінницька        | Церква Вознесіння Господнього                                                             | 4.02.19       |                                                                          |
| 233    | с. Високе               | Вінницька        | Церква Святого Онуфрія                                                                    | 4.02.19       | Перереєстрована                                                          |
| 234    | с. Матвіївці            | Тернопільська    | Церква Покрови Пресвятої Богородиці                                                       | 4.02.19       |                                                                          |
| 235    | с. Мирове               | Тернопільська    | Парафія Святого Архистратига Михаїла                                                      | 5.02.19       | Перереєстрована                                                          |
| 236    | с. Малі Дорогостаї      | Рівненська       | Церква Покрови Пресвятої Богородиці                                                       | 5.02.19       |                                                                          |
| 237    | с. Кузьминці            | Вінницька        | Церква Димитрія Солунського                                                               | 5.02.19       |                                                                          |
| 238    | с. Квасів               | Волинська        | Церква Преображення Господнього                                                           | 5.02.19       | Перереєстрована 15.07.19                                                 |
| 239    | с. Кичкирі              | Житомирська      | Церква Покрови Пресвятої Богородиці                                                       | 5.02.19       |                                                                          |
| 240    | с. Лучиці               | Волинська        | Церква Святої Трійці                                                                      | 6.02.19       |                                                                          |
| 241    | с. Радомишль            | Волинська        | Церква Святого Іоанна Богослова                                                           | 6.02.19       | Перереєстрована                                                          |
| 242    | с. Черчичі              | Волинська        | Церква Святого Миколая                                                                    | 6.02.19       | Без настоятеля                                                           |
| 243    | с. Сивороги             | Хмельницька      | Церкви Успіння Пресвятої Богородиці                                                       | 6.02.19       | Без настоятеля                                                           |
| 244    | с. Сопошин              | Львівська        | Церква Всіх Святих                                                                        | 6.02.19       |                                                                          |
| 245    | с. Сутківці             | Хмельницька      | Церква Покрови Пресвятої Богородиці                                                       | 7.02.19       |                                                                          |
| 246    | с. Гардишівка           | Житомирська      | Церква Святого Іоанна Богослова                                                           | 7.02.19       | Без настоятеля                                                           |
| 247    | смт Гранітне            | Житомирська      | Церкви Успіння Пресвятої Богородиці                                                       | 7.02.19       |                                                                          |
| 248    | с. Тетевчиці            | Львівська        | Церква Вознесіння Господнього                                                             | 7.02.19       |                                                                          |
| 249    | с. Цекинівка            | Вінницька        | Церква Параскеви П'ятниці                                                                 | 7.02.19       |                                                                          |
| 250    | с. Федорівка            | Житомирська      | Церква Святого Іоанна Богослова                                                           | 8.02.19       |                                                                          |
| 251    | с. Маклаївка            | Житомирська      | Церква Святих Косми і Дем'яна                                                             | 8.02.19       |                                                                          |
| 252    | с. Устивиця             | Полтавська       | Церква Святого Михайла                                                                    | 8.02.19       |                                                                          |
| 253    | с. Диковини             | Волинська        | Церква Покрови Пресвятої Богородиці                                                       | 8.02.19       | Без настоятеля                                                           |
| 254    | с. Рачин                | Волинська        | Церква Різдва Пресвятої Богородиці                                                        | 8.02.19       |                                                                          |
| 255    | с. Озерці               | Волинська        | Церква Воздвиження Чесного Хреста Господнього                                             | 8.02.19       |                                                                          |
| 256    | с. Сошне                | Хмельницька      | Церква Святої Параскеви Сербської                                                         | 8.02.19       | Без настоятеля                                                           |
| 257    | с. Долиняни             | Вінницька        | Церква Параскеви Сербської                                                                | 8.02.19       |                                                                          |
| 258    | с. Чернятин             | Вінницька        | Церква Святого Апостола Стефана                                                           | 8.02.19       |                                                                          |
| 259    | с. Носачів              | Черкаська        | Церква Різдва Пресвятої Богородиці                                                        | 8.02.19       |                                                                          |
| 260    | с. П'ятигори            | Рівненська       | Церква Різдва Пресвятої Богородиці                                                        | 9.02.19       | Перереєстрована                                                          |
| 261    | с. Велика Цвіля         | Житомирська      | Церква Вознесіння Господнього                                                             | 9.02.19       |                                                                          |
| 262    | с. Киянка               | Житомирська      | Церква Вознесіння Господнього                                                             | 9.02.19       | Без настоятеля                                                           |
| 263    | с. Маринове             | Одеська          | Церкви Успіння Пресвятої Богородиці                                                       | 9.02.19       | Перереєстрована                                                          |
| 264    | с. Борисковичі          | Волинська        | Церква Іова Почаївського                                                                  | 9.02.19       | Перереєстрована 11.12.19                                                 |
| 265    | с. Жидичин              | Волинська        | Церква Святителя Миколая Чудотворця                                                       | 9.02.19       | Перереєстрована 27.02.19                                                 |
| 266    | с. Ротмістрівка         | Черкаська        | Церква Святого Михайла                                                                    | 9.02.19       |                                                                          |
| 267    | с. Яришівка             | Вінницька        | Церква Святого Дмитрія                                                                    | 9.02.19       | Перереєстрована                                                          |
| 268    | с. Кульчин              | Волинська        | Великомученика Георгія Побідоносця                                                        | 10.02.19      | Перереєстрована                                                          |
| 269    | с. Годомичі             | Волинська        | Церква Покрови Пресвятої Богородиці                                                       | 10.02.19      | Без настоятеля                                                           |
| 270    | с. Старі Кошари         | Волинська        | Церква Святого Іоанна Богослова                                                           | 10.02.19      | Без настоятеля                                                           |
| 271    | с. Войнин               | Волинська        | Церква Святого Михайла                                                                    | 10.02.19      | Без настоятеля                                                           |
| 272    | с. Мишів                | Волинська        | Церква Святого Миколая                                                                    | 10.02.19      |                                                                          |
| 273    | с. Шепель               | Волинська        | Церкви Успіння Пресвятої Богородиці                                                       | 10.02.19      | Без настоятеля Перереєстрована 15.07.19                                  |
| 274    | с. Озеряни              | Волинська        | Церкви Успіння Пресвятої Богородиці                                                       | 10.02.19      | Без настоятеля                                                           |
| 275    | с. Бужани               | Волинська        | Церква Святого Михайла                                                                    | 10.02.19      |                                                                          |
| 276    | с. Доротище             | Волинська        | Церкви Успіння Пресвятої Богородиці                                                       | 10.02.19      | Без настоятеля                                                           |
| 277    | с. Кропивщина           | Волинська        | Церква Покрови Пресвятої Богородиці                                                       | 10.02.19      |                                                                          |
| 278    | с. Байківці             | Волинська        | Церква Покрови Пресвятої Богородиці                                                       | 10.02.19      |                                                                          |
| 279    | смт Ясіня               | Закарпатська     | Церква Святого Іллі                                                                       | 10.02.19      |                                                                          |
| 280    | смт Великий Бичків      | Закарпатська     | Церква Покрови Пресвятої Богородиці                                                       | 10.02.19      |                                                                          |
| 281    | с. Михальча             | Чернівецька      | Церкви Успіння Пресвятої Богородиці                                                       | 10.02.19      | Без настоятеля                                                           |
| 282    | с. Червона Діброва      | Чернівецька      | Церква великомученика Димитрія                                                            | 10.02.19      |                                                                          |
| 283    | с. Кунин                | Рівненська       | Церква Святого Георгія                                                                    | 10.02.19      | Перереєстрована                                                          |
| 284    | с. Торговиця            | Рівненська       | Церква Різдва Пресвятої Богородиці                                                        | 10.02.19      |                                                                          |
| 285    | с. Ярославичі           | Рівненська       | Церква Різдва Пресвятої Богородиці                                                        | 10.02.19      |                                                                          |
| 286    | с. Яполоть              | Рівненська       | Церква Святого Георгія                                                                    | 10.02.19      |                                                                          |
| 287    | с. Підлозці             | Рівненська       | Церква Святого Миколая                                                                    | 10.02.19      |                                                                          |
| 288    | с. Степанівка           | Чернігівська     | Церква Святої Трійці                                                                      | 10.02.19      | Без настоятеля                                                           |
| 289    | м. Баранівка            | Житомирська      | Церква Воздвиження Чесного Хреста Господнього                                             | 10.02.19      |                                                                          |
| 290    | с. Озерянка             | Житомирська      | Церкви Успіння Пресвятої Богородиці                                                       | 10.02.19      |                                                                          |
| 291    | с. Гулі                 | Вінницька        | Церква Воздвиження Чесного Хреста Господнього                                             | 10.02.19      | Без настоятеля                                                           |
| 292    | с. Салиха               | Київська         | Церква Святого Михайла                                                                    | 10.02.19      |                                                                          |
| 293    | с. Селезенівка          | Київська         | Церква Святої Трійці                                                                      | 10.02.19      |                                                                          |
| 294    | с. Дунаїв               | Тернопільська    | Церква Святого великомученика Димитрія                                                    | 10.02.19      |                                                                          |
| 295    | с. Мусорівці            | Тернопільська    | Церква Покрови Пресвятої Богородиці                                                       | 11.02.19      |                                                                          |
| 296    | с. Дерешова             | Вінницька        | Церква Нерукотворного Образу Господнього                                                  | 11.02.19      |                                                                          |
| 🟥     | с. Великі Будища        | Полтавська       | Церква Святої Трійці                                                                      | 11.02.19      |                                                                          |
| 297    | с. Рижів                | Житомирська      | Церква Святого Георгія                                                                    | 12.02.19      |                                                                          |
| 298    | с. Садки                | Тернопільська    | Церква Святого Іоанна Богослова                                                           | 12.02.19      |                                                                          |
| 299    | с. Чайківка             | Харківська       | Церква Святого Олександра Невського                                                       | 13.02.19      |                                                                          |
| 300    | с. Шкроботівка          | Тернопільська    | Церква Святого Дмитрія                                                                    | 13.02.19      |                                                                          |
| 301    | с. Підгайці             | Тернопільська    | Церква Святого Миколая                                                                    | 13.02.19      |                                                                          |
| 302    | с. Залужжя              | Тернопільська    | Церква Петра і Павла                                                                      | 13.02.19      |                                                                          |
| 303    | с. Галузинці            | Хмельницька      | Церква Святого Михайла                                                                    | 14.02.19      | Без настоятеля                                                           |
| 304    | с. Гусятин              | Хмельницька      | Церква Святих Косми і Даміана                                                             | 14.02.19      |                                                                          |
| 305    | с. Вільхівці            | Хмельницька      | Церква Святих Кирила і Мефодія                                                            | 14.02.19      |                                                                          |
| 306    | с. Михайлівці           | Вінницька        | Церква Святого Михайла                                                                    | 14.02.19      | Перереєстрована                                                          |
| 307    | с. Чорнорудка           | Житомирська      | Церква Святого Дмитрія                                                                    | 14.02.19      |                                                                          |
| 308    | с. Суходоли             | Волинська        | Свято-Симеонівська церква                                                                 | 15.02.19      |                                                                          |
| 309    | с. Суємці               | Житомирська      | Церква Святого Іоанна Богослова                                                           | 15.02.19      | Без настоятеля                                                           |
| 310    | с. Жолобне              | Житомирська      | Церква Різдва Пресвятої Богородиці                                                        | 15.02.19      |                                                                          |
| 311    | смт Лихівка             | Дніпропетровська | Церква Преображення Господнього                                                           | 15.02.19      |                                                                          |
| 312    | с. Буяни                | Волинська        | Церква Різдва Пресвятої Богородиці                                                        | 16.02.19      | Перереєстрована 15.07.19                                                 |
| 313    | м. Володимир-Волинський | Волинська        | Церква Агапіта Печерського                                                                | 16.02.19      |                                                                          |
| 314    | с. Студині              | Волинська        | Церква Святої рівноапостольної княгині Ольги                                              | 16.02.19      | Без настоятеля                                                           |
| 315    | с. Новоєлизаветівка     | Одеська          | Церква Святої Трійці                                                                      | 16.02.19      |                                                                          |
| 316    | с. Двірець              | Житомирська      | Церква Вознесіння Господнього                                                             | 16.02.19      |                                                                          |
| 317    | с. Колоденка            | Вінницька        | Церква Покрови Пресвятої Богородиці                                                       | 16.02.19      |                                                                          |
| 318    | с. Курозвани            | Рівненська       | Церква Покрови Пресвятої Богородиці                                                       | 16.02.19      |                                                                          |
| 319    | с. Рижулинці            | Хмельницька      | Церква Святого Димитрія                                                                   | 16.02.19      |                                                                          |
| 320    | с. Ставниця             | Хмельницька      | Церква Святого Дмитра                                                                     | 16.02.19      | Без настоятеля                                                           |
| 321    | с-ще Вікторівка         | Харківська       | Церква Святого Миколая                                                                    | 17.02.19      |                                                                          |
| 322    | с. П'ятидні             | Волинська        | Церква Покрови Пресвятої Богородиці                                                       | 17.02.19      |                                                                          |
| 323    | с. Бужанка              | Волинська        | Церква Святого Михайла                                                                    | 17.02.19      | Без настоятеля                                                           |
| 324    | с. Доросині             | Волинська        | Церква Святого Луки                                                                       | 17.02.19      | Без настоятеля                                                           |
| 325    | с. Жашковичі            | Волинська        | Церква Святого Миколая                                                                    | 17.02.19      | Перереєстрована                                                          |
| 326    | с. Смолява              | Волинська        | Церква Святого архістратига Михаїла                                                       | 17.02.19      | Перереєстрована 20.03.19                                                 |
| 327    | с. Клепачів             | Волинська        | Церква Святого пророка Іллі                                                               | 17.02.19      | Перереєстрована 6.03.19                                                  |
| 328    | с. Постійне             | Рівненська       | Церква Святих Петра і Павла                                                               | 17.02.19      | Перереєстрована                                                          |
| 329    | с. Велика Городниця     | Рівненська       | Церква Різдва Пресвятої Богородиці                                                        | 17.02.19      |                                                                          |
| 330    | с. Орв'яниця            | Рівненська       | Церква Святої Трійці                                                                      | 17.02.19      |                                                                          |
| 331    | с. Будераж              | Рівненська       | Церква Покрови Пресвятої Богородиці                                                       | 17.02.19      | Перереєстрована                                                          |
| 332    | с. Коршів               | Рівненська       | Церква Святого Іоанна Богослова                                                           | 17.02.19      | Перереєстрована                                                          |
| 333    | смт Ясіня               | Закарпатська     | Церква Преображення Господнього                                                           | 17.02.19      |                                                                          |
| 334    | смт Вороновиця          | Вінницька        | Церква Різдва Пресвятої Богородиці                                                        | 17.02.19      |                                                                          |
| 335    | с. Кусиківці            | Вінницька        | Церква Різдва Пресвятої Богородиці                                                        | 17.02.19      |                                                                          |
| 336    | с. Кальнівці            | Чернівецька      | Церква Святого Дмитрія                                                                    | 17.02.19      |                                                                          |
| 337    | с. Ділове               | Закарпатська     | Церкви Успіння Пресвятої Богородиці                                                       | 17.02.19      | Перереєстрована                                                          |
| 338    | с. Антонівка            | Волинська        | Церква Святого Дмитрія                                                                    | 18.02.19      |                                                                          |
| 339    | с. Мирків               | Волинська        | Церква Святого Михайла                                                                    | 18.02.19      |                                                                          |
| 340    | с. Раків Ліс            | Волинська        | Благовіщення Пресвятої Богородиці                                                         | 18.02.19      | Перереєстрована                                                          |
| 341    | с. Ружичанка            | Хмельницька      | Церква Святого Миколая                                                                    | 18.02.19      |                                                                          |
| 342    | с. Симони               | Житомирська      | Церква Преображення Господнього                                                           | 18.02.19      |                                                                          |
| 343    | с. Андрушівка           | Тернопільська    | Церква Преображення Господнього                                                           | 19.02.19      |                                                                          |
| 344    | с. Потуторів            | Тернопільська    | Парафія Покрови Божої Матері                                                              | 19.02.19      | Перереєстрована                                                          |
| 345    | с. Голишів              | Волинська        | Церква Преображення Господнього                                                           | 19.02.19      |                                                                          |
| 346    | с. Зелена Поляна        | Житомирська      |                                                                                           | 19.02.19      |                                                                          |
| 347    | м. Переяслав            | Київська         | Церква Юрія Переможця                                                                     | 19.02.19      |                                                                          |
| 348    | с. Щурівці              | Вінницька        | Церква Різдва Пресвятої Богородиці                                                        | 19.02.19      | Без настоятеля                                                           |
| 349    | с. Добринь              | Житомирська      | Церква Різдва Пресвятої Богородиці                                                        | 20.02.19      | Без настоятеля                                                           |
| 350 🟥 | м. Баранівка            | Житомирська      | Церква Різдва Пресвятої Богородиці                                                        | 20.02.19      | 🟥 - перша спроба переходу, остаточно - квітень 2023                     |
| 351    | с. Борочиче             | Волинська        | Церква Святого Іллі                                                                       | 20.02.19      | Перереєстрована 11.02.2020                                               |
| 352    | с. Пильгани             | Волинська        | Церква Різдва Пресвятої Богородиці                                                        | 20.02.19      |                                                                          |
| 353    | с. Цегів                | Волинська        | Церква Різдва Пресвятої Богородиці                                                        | 20.02.19      |                                                                          |
| 354    | с. Куликовичі           | Волинська        | Церква Покрови Пресвятої Богородиці                                                       | 20.02.19      |                                                                          |
| 355    | с. Гунча                | Вінницька        | Церква Святих Косьми і Даміана                                                            | 20.02.19      | Без настоятеля                                                           |
| 356    | с. Дніпровське          | Чернігівська     | Церква Преображення Господнього                                                           | 21.02.19      |                                                                          |
| 357    | с. Житані               | Волинська        | Церква Різдва Пресвятої Богородиці                                                        | 21.02.19      |                                                                          |
| 358    | с. Верхнів              | Волинська        | Церква Святого Іоанна Богослова                                                           | 21.02.19      | Без настоятеля                                                           |
| 359    | с. Маньків              | Волинська        | Церква Покрови Пресвятої Богородиці                                                       | 21.02.19      |                                                                          |
| 360    | с. Любомирка            | Вінницька        | Церква Святого Іоанна Богослова                                                           | 21.02.19      |                                                                          |
| 361    | с. Олександрівка        | Вінницька        | Церква Преображення Господнього                                                           | 21.02.19      |                                                                          |
| 362    | с. Ковалівка            | Вінницька        | Церква Покрови Пресвятої Богородиці                                                       | 21.02.19      |                                                                          |
| 363    | с. Мушти                | Полтавська       | Церква Благовіщення Пресвятої Богородиці                                                  | 22.02.19      | Без настоятеля                                                           |
| 364    | с. Данилівка            | Чернігівська     | Церква Святої Трійці                                                                      | 23.02.19      |                                                                          |
| 365    | с. Низкиничі            | Волинська        | Успенський чоловічий монастир                                                             | 23.02.19      |                                                                          |
| 366    | м. Луцьк                | Волинська        | Церква Святого Георгія                                                                    | 23.02.19      | Без настоятеля Перереєстрована 15.07.19                                  |
| 367    | с. Копитів              | Рівненська       | Церква Святого Іоанна Богослова                                                           | 23.02.19      | Перереєстрована                                                          |
| 368    | с. Христівка            | Хмельницька      | Церква Покрови Пресвятої Богородиці                                                       | 23.02.19      | Без настоятеля                                                           |
| 369    | с. Велика Яромирка      | Хмельницька      | Церква Святої Трійці                                                                      | 23.02.19      |                                                                          |
| 370    | с. Клубівка             | Хмельницька      | Церква Святих Косьми і Даміана                                                            | 23.02.19      |                                                                          |
| 371    | с. Обуховичі            | Київська         | Церква Покрови Пресвятої Богородиці                                                       | 23.02.19      | Без настоятеля                                                           |
| 372    | с. Андріяшівка          | Сумська          | Церква Святого Михайла                                                                    | 23.02.19      |                                                                          |
| 373    | с. Малі Дедеркали       | Тернопільська    | Церква Казанської ікони Божої Матері                                                      | 23.02.19      | Без настоятеля                                                           |
| 374    | с. Гриньківці           | Тернопільська    | Церква Преображення Господнього                                                           | 23.02.19      | Без настоятеля                                                           |
| 375    | с. Сирватинці           | Хмельницька      | Церква Святої Покрови                                                                     | 23.02.19      |                                                                          |
| 376    | с. Сестрятин            | Рівненська       | Церква Преображення Господнього                                                           | 24.02.19      | Перереєстрована                                                          |
| 377    | с. Малинськ             | Рівненська       | Церква Святих Петра і Павла                                                               | 24.02.19      |                                                                          |
| 378    | с. Довгошиї             | Рівненська       | Церква Святого Георгія                                                                    | 24.02.19      |                                                                          |
| 379    | с. Боремець             | Рівненська       | Церква Покрови Пресвятої Богородиці                                                       | 24.02.19      |                                                                          |
| 380    | с. Устя                 | Рівненська       | Церква Різдва Пресвятої Богородиці                                                        | 24.02.19      |                                                                          |
| 381    | смт Ясіня               | Закарпатська     | Церква Різдва Богородиці                                                                  | 24.02.19      | Без настоятеля                                                           |
| 382    | с. Знам'янка            | Одеська          | Церква Різдва Пресвятої Богородиці                                                        | 24.02.19      |                                                                          |
| 383    | с. Охнівка              | Волинська        | Церква Святого Іоанна Богослова                                                           | 24.02.19      | Без настоятеля, конфлікт                                                 |
| 384    | с. Бистровиця           | Волинська        | Церква Преображення Господнього                                                           | 24.02.19      | Без настоятеля, Перереєстрована 11.12.19                                 |
| 385    | с. Шклинь               | Волинська        | Церква Святих Бориса і Гліба                                                              | 24.02.19      | Перереєстрована 11.03.19                                                 |
| 386    | с. Вишеньки             | Волинська        | Церква Святих Петра і Павла                                                               | 24.02.19      | Оформлення буде 1 травня.                                                |
| 387    | с. Лобачівка            | Волинська        | Церква Святої Трійці                                                                      | 24.02.19      | Без настоятеля                                                           |
| 388    | с. Нуйно                | Волинська        | Церква Преображення Господнього                                                           | 24.02.19      | Перереєстрована 15.07.19                                                 |
| 389    | с. Нуйно                | Волинська        | Церква Покрови Пресвятої Богородиці                                                       | 24.02.19      |                                                                          |
| 390    | с. Несвіч               | Волинська        | Церква Святого Михайла                                                                    | 24.02.19      | Перереєстрована 04.03.19                                                 |
| 391    | с. Широке               | Волинська        | Церква Покрови Пресвятої Богородиці                                                       | 24.02.19      |                                                                          |
| 392    | с. Новостав             | Волинська        | Церкви Успіння Пресвятої Богородиці                                                       | 24.02.19      | Без настоятеля                                                           |
| 393    | с. Лисогірка            | Хмельницька      | Церква Святих Косьми і Даміана                                                            | 24.02.19      | Без настоятеля                                                           |
| 394    | с. Вільськ              | Житомирська      | Церква Святого Михайла                                                                    | 24.02.19      |                                                                          |
| 395    | с. Зороків              | Житомирська      | Церква Святого Василія Великого                                                           | 24.02.19      |                                                                          |
| 396    | с. Вишпіль              | Житомирська      | Церква Покрови Пресвятої Богородиці                                                       | 24.02.19      |                                                                          |
| 397    | с. Колодіївка           | Житомирська      | Церква Покрови Пресвятої Богородиці                                                       | 24.02.19      |                                                                          |
| 398    | с. Тетильківці          | Тернопільська    | Церква святого Василія Великого                                                           | 24.02.19      | Без настоятеля                                                           |
| 399    | с. Лосинець             | Львівська        | Церква святого Дмитрія Солунського                                                        | 24.02.19      |                                                                          |
| 400    | с. Бахтин               | Вінницька        | Церква Святого Миколая                                                                    | 25.02.19      |                                                                          |
| 401    | с. Махнівка             | Вінницька        | Релігійна громада (друга в селі)                                                          | 25.02.19      |                                                                          |
| 402    | с. Лука                 | Вінницька        | Церква Святого Миколая                                                                    | 25.02.19      |                                                                          |
| 403    | с. Смичин               | Чернігівська     | Церква Святої Тріці                                                                       | 26.02.19      |                                                                          |
| 404    | с. Дроздів              | Рівненська       | Церква Святого Георгія                                                                    | 26.02.19      |                                                                          |
| 405    | с. Бужанка              | Черкаська        | Церква Святих мучениць Віри, Надії, Любові, Софії                                         | 27.02.19      | Перереєстрована                                                          |
| 406    | с. Дроздовиця           | Чернігівська     | Церква Покрови Пресвятої Богородиці                                                       | 27.02.19      |                                                                          |
| 407    | с. Крути                | Чернігівська     | Церква Святого Михайла                                                                    | 27.02.19      |                                                                          |
| 408    | с. Четвертинівка        | Вінницька        | Церква Різдва Пресвятої Богородиці                                                        | 27.02.19      | Перереєстрована                                                          |
| 409    | с. Сусваль              | Волинська        | Церква Різдва Пресвятої Богородиці                                                        | 27.02.19      | Перереєстрована                                                          |
| 410    | с. Біличі               | Волинська        | Церква Святого Михайла                                                                    | 27.02.19      | Без настоятеля                                                           |
| 411    | с. Ощів                 | Волинська        | Церква Воздвиження Чесного Хреста Господнього                                             | 27.02.19      | Без настоятеля. Перереєстрована 07.06.19                                 |
| 412    | с. Топори               | Житомирська      | Церква Святого Іоанна Богослова                                                           | 27.02.19      | Без настоятеля                                                           |
| 413    | с. Таранівка            | Харківська       | Церква Святого Михайла                                                                    | 27.02.19      |                                                                          |
| 414    | с. Баня Лисовицька      | Львівська        | Церква Покрови Пресвятої Богородиці                                                       | 27.02.19      |                                                                          |
| 415    | с. Круголець            | Тернопільська    | Церква Іверської ікони Божої Матері                                                       | 28.02.19      |                                                                          |
| 416    | с. Вахнівка             | Вінницька        | Церква Різдва Пресвятої Богородиці                                                        | 28.02.19      |                                                                          |
| 417    | смт Шпиків              | Вінницька        | Церква Преображення Господнього                                                           | 28.02.19      |                                                                          |
| 418    | с. Буки                 | Житомирська      | Церква Святого Дмитрія                                                                    | 28.02.19      |                                                                          |
| 419    | с. Пасічна              | Хмельницька      | Церква Покрови Пресвятої Богородиці                                                       | 28.02.19      | Без настоятеля                                                           |
| 420    | с. Бережанка            | Хмельницька      | Церква Воздвиження Чесного Хреста                                                         | 28.02.19      |                                                                          |
| 421    | с. Кугаївці             | Хмельницька      | Церква Зачаття Праведної Анни                                                             | 28.02.19      |                                                                          |
| 422    | с. Левків               | Житомирська      | Церква Преображення Господнього                                                           | 2.03.19       | Без настоятеля                                                           |
| 423    | с. Бережонка            | Чернівецька      | Церква Святого Іоанна Богослова                                                           | 2.03.19       |                                                                          |
| 424    | с. Охлопів              | Волинська        | Церква Святого Миколая                                                                    | 2.03.19       | Перереєстрована 15.07.19                                                 |
| 425    | с. Бережівка            | Чернігівська     | Церква Різдва Богородиці                                                                  | 2.03.19       |                                                                          |
| 426    | с. Бірки                | Кіровоградська   | Церква Святителя Миколая Чудотворця                                                       | 2.03.19       |                                                                          |
| 427    | смт Вапнярка            | Вінницька        | Церква Святого Андрія Первозванного                                                       | 2.03.19       |                                                                          |
| 428    | с. Квітневе             | Волинська        | Церква Покрови Пресвятої Богородиці                                                       | 3.03.19       | Без настоятеля                                                           |
| 429    | с. Голядин              | Волинська        | Церква Святого Георгія                                                                    | 3.03.19       |                                                                          |
| 430    | с. Хмельницьке          | Волинська        | Церква Покрови Пресвятої Богородиці                                                       | 3.03.19       | Перереєстрована 15.07.19                                                 |
| 431    | с. Ватин                | Волинська        | Церква Воздвиження Чесного Хреста Господнього                                             | 3.03.19       |                                                                          |
| 432    | с. Терешківці           | Волинська        | Церква Покрови Пресвятої Богородиці                                                       | 3.03.19       | Перереєстрована 15.07.19                                                 |
| 433    | с. Красів               | Волинська        | Церква Святого Михайла                                                                    | 3.03.19       | Без настоятеля                                                           |
| 434    | с. Звиняче              | Волинська        | Церква Святого Миколая                                                                    | 3.03.19       | Без настоятеля                                                           |
| 435    | с. Пірванче             | Волинська        | Церква Покрови Пресвятої Богородиці                                                       | 3.03.19       |                                                                          |
| 436    | с. Веселе               | Волинська        | Церква Покрови Пресвятої Богородиці                                                       | 3.03.19       | Перереєстрована                                                          |
| 437    | с. Глибочиця            | Житомирська      | Церква Різдва Пресвятої Богородиці                                                        | 3.03.19       | Без настоятеля                                                           |
| 438    | с. Берестя              | Рівненська       | Церква Покрови Пресвятої Богородиці                                                       | 3.03.19       |                                                                          |
| 439    | с. Річки і с. Козак     | Рівненська       | Церква Святої Трійці                                                                      | 3.03.19       | Перереєстрована                                                          |
| 440    | с. Стадники             | Рівненська       | Церква Різдва Пресвятої Богородиці                                                        | 3.03.19       |                                                                          |
| 441    | с. Старий Кривин        | Хмельницька      | Церква Святого Дмитрія                                                                    | 3.03.19       | Без настоятеля. Перереєстрована                                          |
| 442    | с. Малиничі             | Хмельницька      | Церква Святого Іоана Богослова                                                            | 3.03.19       | Без настоятеля                                                           |
| 443    | смт Іванків             | Київська         | Церква Різдва Пресвятої Богородиці                                                        | 3.03.19       | Без настоятеля                                                           |
| 444    | с. Бубнів               | Волинська        | Церква Успіння Пресвятої Богородиці                                                       | 4.03.19       |                                                                          |
| 445    | с. Новоживотів          | Вінницька        | Церква Покрови Пресвятої Богородиці                                                       | 5.03.19       | Перереєстрована                                                          |
| 446    | с. Радковиця            | Хмельницька      | Церква Святих апостолів Петра і Павла                                                     | 6.03.19       |                                                                          |
| 447    | с. Турчинці             | Хмельницька      | Церква Різдва Пресвятої Богородиці                                                        | 6.03.19       |                                                                          |
| 448    | с. Велика Левада        | Хмельницька      | Церква Святих апостолів Петра і Павла                                                     | 6.03.19       |                                                                          |
| 449    | с. Великий Карабчіїв    | Хмельницька      | Церква Різдва Пресвятої Богородиці                                                        | 6.03.19       |                                                                          |
| 450    | с. Грицьків             | Хмельницька      | Церква Святого Дмитрія                                                                    | 6.03.19       |                                                                          |
| 451    | с. Темногайці           | Тернопільська    | Церква архістратига Михаїла                                                               | 6.03.19       |                                                                          |
| 452    | м. Татарбунари          | Одеська          | Церква Святої Трійці                                                                      | 6.03.19       |                                                                          |
| 453    | с. Водяна Балка         | Полтавська       | Церква Покрови Пресвятої Богородиці                                                       | 6.03.19       |                                                                          |
| 454    | с. Жуковець             | Волинська        | Церква Преображення Господнього                                                           | 7.03.19       |                                                                          |
| 455    | с. Дуліби               | Волинська        | Церква Казанська ікона Божої Матері                                                       | 7.03.19       | Перереєстрована                                                          |
| 456    | с. Боровичі             | Волинська        | Церква Різдва Пресвятої Богородиці                                                        | 7.03.19       | Без настоятеля                                                           |
| 457    | с. Родниківка           | Черкаська        | Церква Святої Параскеви                                                                   | 7.03.19       |                                                                          |
| 458    | с. Пугачівка            | Черкаська        | Церква Святої Трійці                                                                      | 7.03.19       |                                                                          |
| 459    | с. Русивель             | Рівненська       | Церква Святого Георгія                                                                    | 8.03.19       |                                                                          |
| 460    | с. Холопичі             | Волинська        | Церква Святого Миколая                                                                    | 8.03.19       | Перереєстрована                                                          |
| 461    | с. Селець               | Рівненська       | Церква Святого Миколая                                                                    | 8.03.19       |                                                                          |
| 462    | с. Русанівці            | Хмельницька      | Церква Воздвиження Чесного Хреста                                                         | 8.03.19       |                                                                          |
| 463    | с. Маща                 | Рівненська       | Церква Святого Іоанна Богослова                                                           | 8.03.19       | Перереєстрована                                                          |
| 464    | с. Мирне                | Волинська        | Церква Святого Михайла                                                                    | 8.03.19       | Без настоятеля                                                           |
| 465    | с. Клинове              | Хмельницька      | Церква Успіння Пресвятої Богородиці                                                       | 8.03.19       |                                                                          |
| 466    | с. Повча                | Рівненська       | Церква Святої Трійці                                                                      | 9.03.19       |                                                                          |
| 467    | с. Калинівка            | Житомирська      | Церква Покрови Пресвятої Богородиці                                                       | 9.03.19       |                                                                          |
| 468    | м. Тараща               | Київська         | Церква апостолів Петра і Павла                                                            | 9.03.19       |                                                                          |
| 469    | с. Марковичі            | Волинська        | Церква Святого Михайла                                                                    | 9.03.19       |                                                                          |
| 470    | с. Рингач               | Чернівецька      | Церква Воздвиження Чесного Хреста Господнього                                             | 10.03.19      | Без настоятеля                                                           |
| 471    | с. Добринівці           | Чернівецька      | Церква Святого Миколая                                                                    | 10.03.19      | Без настоятеля                                                           |
| 472    | с. Розваж               | Рівненська       | Церква Косьми і Даміана                                                                   | 10.03.19      |                                                                          |
| 473    | с. Українка             | Рівненська       | Церква Святої Трійці                                                                      | 10.03.19      | Перереєстрована                                                          |
| 474    | с. Грабове              | Волинська        | Церква Святого Іллі                                                                       | 10.03.19      | Без настоятеля                                                           |
| 475    | с. Країв                | Рівненська       | Церква Покрови Пресвятої Богородиці                                                       | 10.03.19      |                                                                          |
| 476    | с. Стара Пісочна        | Хмельницька      | Церква Святого пророка Іллі                                                               | 10.03.19      |                                                                          |
| 477    | с. Заволока             | Чернівецька      | Церква Петра і Павла                                                                      | 10.03.19      | Перереєстрована                                                          |
| 478    | с. Стара Жадова         | Чернівецька      | Церква Архангелів Михаїла та Гавриїла                                                     | 10.03.19      | Перереєстрована                                                          |
| 479    | с. Бобли                | Волинська        | Церква Покрови Пресвятої Богородиці                                                       | 12.03.19      |                                                                          |
| 480    | с. Заболотці            | Волинська        | Церква Воздвиження Чесного Хреста Господнього                                             | 12.03.19      |                                                                          |
| 481    | с. Бобрик               | Чернігівська     | Церква Казанської ікони Божої матері                                                      | 13.03.19      | Без настоятеля                                                           |
| 482    | с. Чорна Річка          | Ів.-Франківська  | Церква Вознесіння Господнього                                                             | 14.03.19      |                                                                          |
| 483    | с. Пробійнівка          | Ів.-Франківська  | Церква Святого Дмитрія                                                                    | 14.03.19      |                                                                          |
| 484    | смт Стрижавка           | Вінницька        | Церква Святого Миколая                                                                    | 15.03.19      |                                                                          |
| 485    | смт Стрижавка           | Вінницька        | Церква Успіння Пресвятої Богородиці                                                       | 15.03.19      | Перереєстрована                                                          |
| 486    | с. Стрільчинці          | Вінницька        | Церква Святого Пророка Іллі                                                               | 15.03.19      | Перереєстрована                                                          |
| 487    | с. Будятичі             | Волинська        | Церква Святого Миколая                                                                    | 16.03.19      | Без настоятеля, Перереєстрована                                          |
| 488    | м. Охтирка              | Сумська          | Церква Преображення Господнього                                                           | 16.03.19      |                                                                          |
| 489    | с. Ківшовата            | Київська         | Церква Різдва Богородиці                                                                  | 16.03.19      |                                                                          |
| 490    | с. Слобідка-Смотрицька  | Хмельницька      | Церква Покрови Пресвятої Богородиці                                                       | 16.03.19      |                                                                          |
| 491    | с. Василівка            | Миколаївська     | Церква Різдва Христового                                                                  | 17.03.19      |                                                                          |
| 492    | с. Припутні             | Чернігівська     | Церква Різдва Пресвятої Богородиці                                                        | 17.03.19      |                                                                          |
| 493    | с. Станишівка           | Житомирська      | Церква Святого Миколая                                                                    | 17.03.19      |                                                                          |
| 494    | с. Поліське             | Рівненська       | Церква Петра і Павла                                                                      | 17.03.19      |                                                                          |
| 495    | с. Тристень             | Волинська        | Церква Різдва Пресвятої Богородиці                                                        | 17.03.19      |                                                                          |
| 496    | с. Бедриківці           | Хмельницька      | Церква Святого Дмитрія                                                                    | 17.03.19      |                                                                          |
| 497    | с. Вишнівчик            | Хмельницька      | Церква Різдва Пресвятої Богородиці                                                        | 17.03.19      |                                                                          |
| 498    | с. Завадівка            | Хмельницька      | Церква архістратига Михаїла                                                               | 17.03.19      |                                                                          |
| 499    | смт Народичі            | Житомирська      | Церква Святого Іоанна Богослова                                                           | 17.03.19      |                                                                          |
| 500    | с. Романівка            | Житомирська      | Церква Різдва Пресвятої Богородиці                                                        | 17.03.19      |                                                                          |
| 501    | с. Перевали             | Волинська        | Церкви Успіння Пресвятої Богородиці                                                       | 17.03.19      |                                                                          |
| 502    | с. Варівці              | Хмельницька      | Церква Святої Анни                                                                        | 17.03.19      |                                                                          |
| 503    | с. Великий Курінь       | Волинська        | Церква Святого Різдва Христового                                                          | 17.03.19      | Без настоятеля                                                           |
| 🟥     | с. Суха Балка           | Миколаївська     | Церква Святого Духа                                                                       | 21.03.19      |                                                                          |
| 504    | с. Карапиші             | Київська         | Церква Святого Михайла                                                                    | 21.03.19      |                                                                          |
| 505    | с. Тамарине             | Миколаївська     | Церква Святої цариці Тамари                                                               | 24.03.19      |                                                                          |
| 506    | с. Переспа              | Волинська        | Церква Святого Миколая                                                                    | 24.03.19      |                                                                          |
| 507    | с. Соломіївка           | Рівненська       | Церква Святого Юліана                                                                     | 24.03.19      |                                                                          |
| 508    | с. Кураш                | Рівненська       | Церква Преображення Господнього                                                           | 24.03.19      |                                                                          |
| 509    | с. Пилиповичі           | Київська         | Церква Святого великомученика Димитрія                                                    | 24.03.19      |                                                                          |
| 510    | с. Мізяків              | Вінницька        | Церква Святого Феодосія Чернігівського                                                    | 24.03.19      | Без настоятеля                                                           |
| 511    | с. Лісоводи             | Хмельницька      | Церква Покрови Пресвятої Богородиці                                                       | 24.03.19      | Без настоятеля                                                           |
| 512    | м. Первомайськ          | Миколаївська     | Церква Святого архістратига Михаїла                                                       | 24.03.19      | Без настоятеля                                                           |
| 513    | с. Небіж                | Житомирська      | Церква Святого Іоанна Богослова                                                           | 26.03.19      | Без настоятеля                                                           |
| 514    | с. Чечеліївка           | Кіровоградська   | Церква Покрови Пресвятої Богородиці                                                       | 26.03.19      |                                                                          |
| 515    | с. Птича                | Рівненська       | Церкви Успіння Пресвятої Богородиці                                                       | 1.04.19       | Перереєстрована                                                          |
| 516    | с. Мнишин               | Рівненська       | Церква Покрови Пресвятої Богородиці                                                       | 2.04.19       |                                                                          |
| 517    | с. Рясники              | Рівненська       | Церква Покрови Пресвятої Богородиці                                                       | 2.04.19       |                                                                          |
| 518    | с. Жабокричка           | Вінницька        | Церква Святого Дмитрія                                                                    | 5.04.19       |                                                                          |
| 519    | с. Красне               | Чернігівська     | Церква Казанська ікона Божої Матері                                                       | 5.04.19       |                                                                          |
| 520    | с. Тиниця               | Чернігівська     | Церква Покрови Пресвятої Богородиці                                                       | 5.04.19       |                                                                          |
| 521    | с. Гаївка               | Волинська        | Церква Святого Миколая                                                                    | 7.04.19       | Без настоятеля                                                           |
| 522    | с. Воскобійники         | Полтавська       | Церква Святого Іллі                                                                       | 7.04.19       |                                                                          |
| 523    | с. Старий Загорів       | Волинська        | Церкви Успіння Пресвятої Богородиці                                                       | 8.04.19       |                                                                          |
| 524    | с. Кисляк               | Вінницька        | Церкви Успіння Пресвятої Богородиці                                                       | 8.04.19       |                                                                          |
| 525    | с. Новогригорівка       | Миколаївська     | Церква Святого Пантелеймона                                                               | 10.04.19      |                                                                          |
| 🟥     | с. Хохітва              | Київська         | Церква Казанської ікони Божої Матері                                                      | 14.04.19      |                                                                          |
| 526    | с. Перемилівка          | Рівненська       | Церква Святого Михайла                                                                    | 14.04.19      |                                                                          |
| 527    | с. Метанівка            | Вінницька        | Церква Успіння Пресвятої Богородиці                                                       | 17.04.19      |                                                                          |
| 528    | с. Четвертня            | Волинська        | Церква Преображення Господнього                                                           | 30.04.19      | Перереєстрована 15.07.19                                                 |
| 529    | с. Новомихайлівка       | Донецька         | Церква Чуда архістратига Михаїла                                                          | 8.05.19       |                                                                          |
| 530    | с. Вінницькі Хутори     | Вінницька        | Церква Святого Георгія Переможця                                                          | 9.06.19       |                                                                          |
| 531    | с. Ясенівка             | Волинська        | Церква ікони Божої Матері «Скоропослушниця»                                               | 16.06.19      |                                                                          |
| 532    | с. Романів              | Волинська        | Церква Святих Бориса і Гліба                                                              | 16.06.19      |                                                                          |
| 533    | с. Гетьманівка          | Одеська          | Церква Святих праведних Іоакима і Ганни                                                   | 21.06.19      |                                                                          |
| 534    | смт Парафіївка          | Чернігівська     | Церква Святителя Миколая Чудотворця                                                       | 21.06.19      | Перереєстрована                                                          |
| 535    | с. Жван                 | Вінницька        | Церква Успіння Пресвятої Богородиці                                                       | 21.06.19      |                                                                          |
| 536    | с. Бабинці              | Вінницька        | Церква Покрови Пресвятої Богородиці                                                       | 21.06.19      |                                                                          |
| 537    | смт Гоща                | Рівненська       | Церква святителя Луки                                                                     | 4.07.19       |                                                                          |
| 538    | с. Шевченкове           | Дніпропетровська | Церква преподобного Серафима Саровського                                                  | 1.08.19       |                                                                          |
| 539    | с. Заболоття            | Рівненська       | Церква Святого Іоанна Богослова                                                           | 05.08.19      | Перереєстрована                                                          |
| 540    | с. Лаврівка             | Вінницька        | Церква Святого Дмитрія                                                                    | 09.08.19      |                                                                          |
| 541    | с. Війниця              | Рівненська       | Церква Святої Трійці                                                                      | 01.09.19      | Перереєстрована                                                          |
| 542    | с. Присліп              | Закарпатська     | Церква Вознесіння Господнього                                                             | 11.09.19      |                                                                          |
| 543    | с. Дружба               | Вінницька        | Церква Вознесіння Господнього                                                             | 15.09.19      |                                                                          |
| 544    | с. Грінченкове          | Сумська          | Церква Святих мучениць Віри, Надії, Любові і їх матері Софії                              | 19.09.19      |                                                                          |
| 545    | с. Пилипець             | Закарпатська     | Церква Різдва Пресвятої Богородиці                                                        | 13.11.19      |                                                                          |
| 546    | с. Гринява              | Ів.-Франківська  | Церкви Успіння Пресвятої Богородиці                                                       | 08.12.19      | Перереєстрована 19.11.2019                                               |
| 547    | с. Успенка              | Кіровоградська   | Церкви Успіння Пресвятої Богородиці                                                       | 22.12.19      |                                                                          |
| 548    | с. Гринява              | Ів.-Франківська  | Церква Святих Києво-Печерських (входить до комплексу Церкви Успіння Пресвятої Богородиці) | 05.01.20      |                                                                          |
| 549    | с. Корещина             | Полтавська       | Церква Покрови Пресвятої Богородиці                                                       | 20.02.20      |                                                                          |
| 550    | с. Борисів              | Хмельницька      | Церква Святого Іоанна Богослова                                                           | 19.07.20      | Без настоятеля                                                           |
| 551    | с. Галинівка            | Волинська        | Церква Преподобного Сергія Радонежського                                                  | 10.08.20      | Без настоятеля. Перереєстрована 14.01.21                                 |
| 552    | с. Мусіївка             | Дніпропетровська | Церква Віри, Надії, Любові та їх матері Софії                                             | 10.10.20      |                                                                          |
| 553    | с. Цвітоха              | Хмельницька      | Церква Святої Параскеви П'ятниці                                                          | 14.02.21      | Перереєстрована 01.04.21                                                 |
| 554    | м. Переяслав            | Київська         | Церква Святого Вознесіння                                                                 | 15.03.21      | Перереєстрована 29.03.21                                                 |
| 555    | с. Глушки               | Київська         | Церква Архистратига Михайла                                                               | 15.03.21      | Перереєстрована 29.03.21                                                 |
| 556    | с. Данилівка            | Київська         | Церква Святителя Миколая                                                                  | 15.03.21      | Перереєстрована 29.03.21                                                 |
| 557    | с. Малі Дмитровичі      | Київська         | Церква Святителя Миколая Чудотворця                                                       | 15.03.21      | Перереєстрована 29.03.21                                                 |
| 558    | с. Бодаки               | Тернопільська    | Церква Святого Миколая                                                                    | 21.03.21      |                                                                          |
| 559    | с. Фарбоване            | Київська         | Церкви Успіння Пресвятої Богородиці                                                       | 15.05.21      |                                                                          |
| 560    | с. Гавришівка           | Вінницька        | Церква Святої великомучениці Параскеви                                                    | 22.05.21      | Перереєстрована 22.05.21                                                 |
| 561    | с. Навіз                | Волинська        | Церква Успіння Пресвятої Богородиці                                                       | 05.10.21      | Перереєстрована 05.10.21                                                 |
| 562    | с. Ходаки               | Вінницька        | Церква Покрови Пресвятої Богородиці                                                       | ??.08.21      | Перереєстрована 14.10.21                                                 |
| 563    | с. Мізяківська Слобідка | Вінницька        | Церква Марії Магдалини                                                                    | 17.10.21      | Перереєстрована 17.10.21                                                 |

🟥 — парафія не перейшла (попри повідомлення про перехід) або повернулась в УПЦ МП

### Дані з ЄДРПОУ
1. ↑  РО "РЕЛІГІЙНА ГРОМАДА СПАСО-ПРЕОБРАЖЕНСЬКОГО КАФЕДРАЛЬНОГО СОБОРУ М. ВІННИЦІ ПЦУ" в ЄДР. [Архівовано з першоджерела 21 лютого 2019.].
2. ↑  РО "СТАВРОПІГІЙНА РЕЛІГІЙНА ГРОМАДА СПАСО-ПРЕОБРАЖЕНСЬКОГО СОБОРУ В М. КИЄВІ" в ЄДР. [Архівовано з першоджерела 11 квітня 2021.].
3. ↑  "РГ СВ. ВЕЛИКОМУЧЕНИЦІ ПАРАСКЕВИ С. ТЮТЬКИ ВІННИЦЬКОГО РАЙОНУ ВІННИЦЬКО-БАРСЬКОЇ ЄПАРХІЇ ПЦУ" в ЄДР. [Архівовано з першоджерела 11 квітня 2021.].
4. ↑  РО "РЕЛІГІЙНА ГРОМАДА ІКОНИ ПРЕСВЯТОЇ БОГОРОДИЦІ "ВСІХ СКОРБОТНИХ РАДІСТЬ" М. ВІННИЦІ ПЦУ" в ЄДР. [Архівовано з першоджерела 23 березня 2019.].
5. ↑  РЕЛІГІЙНА ОРГАНІЗАЦІЯ РЕЛІГІЙНА ГРОМАДА АРХІСТРАТИГА МИХАЇЛА ПРАВОСЛАВНОЇ ЦЕРКВИ УКРАЇНИ СЕЛА КРАСНОВОЛЯ МАНЕВИЦЬКОГО РАЙОНУ ВОЛИНСЬКОЇ ОБЛАСТІ в ЄДР. [Архівовано з першоджерела 31 березня 2019.].
6. ↑  ПАРАФІЯ ПОКРОВИ ПРЕСВЯТОЇ БОГОРОДИЦІ СЕЛА КОРДИШІВ ШУМСЬКОГО Р-НУ ТЕРНОПІЛЬСЬКОЇ ЄПАРХІЇ ПЦУ в ЄДР. [Архівовано з першоджерела 03 травня 2019.].
7. ↑  РО "РЕЛІГІЙНА ГРОМАДА ХРАМУ СВ.ДИМИТРІЯ СОЛУНСЬКОГО С. БУДНЕ ШАРГОРОДСЬКОГО РАЙОНУ ПЦУ" в ЄДР. [Архівовано з першоджерела 23 березня 2019.].
8. ↑  РО "ГРОМАДИ СВЯТО-МИКОЛАЇВСЬКОГО ХРАМУ С. ЗВЕДЕНІВКА ШАРГОРОДСЬКОГО РАЙОНУ ПЦУ" в ЄДР. [Архівовано з першоджерела 23 березня 2019.].
9. ↑  РО "РЕЛІГІЙНА ГРОМАДА АРХІСТРАТИГА МИХАЇЛА С. КОМАРІВ ВІННИЦЬКОГО РАЙОНУ ПЦУ" в ЄДР. [Архівовано з першоджерела 13 травня 2019.].
10. ↑  РЕЛІГІЙНА ОРГАНІЗАЦІЯ "РЕЛІГІЙНА ГРОМАДА РІЗДВА ПРЕСВЯТОЇ БОГОРОДИЦІ ПРАВОСЛАВНОЇ ЦЕРКВИ УКРАЇНИ СЕЛА МИЗОВЕ СТАРОВИЖІВСЬКОГО РАЙОНУ ВОЛИНСЬКОЇ ОБЛАСТІ" в ЄДР. [Архівовано з першоджерела 31 березня 2019.].
11. ↑  РО "РЕЛІГІЙНА ГРОМАДА УСПІННЯ ПРЕСВЯТОЇ БОГОРОДИЦІ С. СТЕПАНІВКА ВІННИЦЬКОГО РАЙОНУ ПЦУ" в ЄДР. [Архівовано з першоджерела 13 травня 2019.].
12. ↑  РЕЛІГІЙНА ГРОМАДА СВЯТО-ТРОЇЦЬКОГО СОБОРУ ПРАВОСЛАВНОЇ ЦЕРКВИ УКРАЇНИ МІСТА БЕРЕСТЕЧКО ГОРОХІВСЬКОГО РАЙОНУ ВОЛИНСЬКОЇ ОБЛАСТІ в ЄДР. [Архівовано з першоджерела 11 квітня 2021.].
13. ↑  РЕЛІГІЙНА ОРГАНІЗАЦІЯ "РЕЛІГІЙНА ГРОМАДА СВЯТИТЕЛЯ МИКОЛАЯ ЧУДОТВОРЦЯ ЖИТОМИРСЬКО-ОВРУЦЬКОЇ ЄПАРХІЇ УКРАЇНСЬКОЇ ПРАВОСЛАВНОЇ ЦЕРКВИ (ПРАВОСЛАВНОЇ ЦЕРКВИ УКРАЇНИ) СЕЛО ВОРСІВКА МАЛИНСЬКОГО РАЙОНУ ЖИТОМИРСЬКОЇ ОБЛАСТІ" в ЄДР. [Архівовано з першоджерела 11 квітня 2021.].
14. ↑  РЕЛІГІЙНА ОРГАНІЗАЦІЯ "РЕЛІГІЙНА ГРОМАДА (ПАРАФІЇ) СВ.ПАРАСКЕВИ С.ПОПІВКА ЛИПОВЕЦЬКОГО РАЙОНУ УКРАЇНСЬКОЇ ПРАВОСЛАВНОЇ ЦЕРКВИ (ПРАВОСЛАВНОЇ ЦЕРКВИ УКРАЇНИ)" в ЄДР. [Архівовано з першоджерела 14 квітня 2019.].
15. ↑  РЕЛІГІЙНА ОРГАНІЗАЦІЯ "РЕЛІГІЙНА ГРОМАДА ГЕОРГІЯ ПЕРЕМОЖЦЯ ПРАВОСЛАВНОЇ ЦЕРКВИ УКРАЇНИ СЕЛА КУТРІВ ГОРОХІВСЬКОГО РАЙОНУ ВОЛИНСЬКОЇ ОБЛАСТІ" в ЄДР. [Архівовано з першоджерела 11 квітня 2021.].
16. ↑  "РЕЛІГІЙНА ГРОМАДА (ПАРАФІЯ) ЦЕРКВИ НА ЧЕСТЬ УСПІННЯ ПРЕСВЯТОЇ БОГОРОДИЦІ ЧЕРНІВЕЦЬКОЇ ЄПАРХІЇ ПРАВОСЛАВНОЇ ЦЕРКВИ УКРАЇНИ СЕЛА ГОРОШІВЦІ ЗАСТАВНІВСЬКОГО РАЙОНУ ЧЕРНІВЕЦЬКОЇ ОБЛАСТІ" в ЄДР. [Архівовано з першоджерела 01 червня 2019.].
17. ↑  СВЯТО-МИКОЛАЇВСЬКА РЕЛІГІЙНА ГРОМАДА ПЦУ СЕЛА СКОБЕЛКА в ЄДР. [Архівовано з першоджерела 23 березня 2019.].
18. ↑  "РГ ПРЕОБРАЖЕННЯ ГОСПОДНЬОГО С.ЛУКА-МЕЛЕШКІВСЬКА ВІННИЦЬКОГО РАЙОНУ ВІННИЦЬКО-БАРСЬКОЇ ЄПАРХІЇ ПЦУ" в ЄДР. [Архівовано з першоджерела 10 червня 2019.].
19. ↑  ПАРАФІЯ ТРЬОХ СВЯТИТЕЛІВ ПЦУ СЕЛА ТЕЛЬЧІ МАНЕВИЦЬКОГО РАЙОНУ в ЄДР. [Архівовано з першоджерела 27 травня 2019.].
20. ↑  "РЕЛІГІЙНА ГРОМАДА С. КОПИТКОВЕ ПРАВОСЛАВНОЇ ЦЕРКВИ УКРАЇНИ" в ЄДР. [Архівовано з першоджерела 14 квітня 2019.].
21. ↑  "РЕЛІГІЙНА ГРОМАДА С. ІВАННЄ ПРАВОСЛАВНОЇ ЦЕРКВИ УКРАЇНИ" в ЄДР. [Архівовано з першоджерела 14 квітня 2019.].
22. ↑  "РЕЛІГІЙНА ГРОМАДА ХРАМУ СВЯТОГО БЛАГОВІРНОГО ВЕЛИКОГО КНЯЗЯ ОЛЕКСАНДРА НЕВСЬКОГО С. СОНЯЧНЕ М. МОГИЛІВ-ПОДІЛЬСЬКИЙ УКРАЇНСЬКОЇ ПРАВОСЛАВНОЇ ЦЕРКВИ (ПРАВОСЛАВНОЇ ЦЕРКВИ УКРАЇНИ)" в ЄДР. [Архівовано з першоджерела 21 травня 2019.].
23. ↑  РЕЛІГІЙНА ОРГАНІЗАЦІЯ "РЕЛІГІЙНА ГРОМАДА СВЯТОГО АПОСТОЛА ЄВАНГЕЛІСТА ІОАННА БОГОСЛОВА СЕЛА КРАСНОСІЛКА БЕРШАДСЬКОГО РАЙОНУ УКРАЇНСЬКОЇ ПРАВОСЛАВНОЇ ЦЕРКВИ (ПРАВОСЛАВНОЇ ЦЕРКВИ УКРАЇНИ)" в ЄДР. [Архівовано з першоджерела 31 березня 2019.].
24. ↑  РЕЛІГІЙНА ОРГАНІЗАЦІЯ "РЕЛІГІЙНА ГРОМАДА СВЯТО-УСПЕНСЬКОГО ХРАМУ С.ВЕЛИКА КІСНИЦЯ ЯМПІЛЬСЬКОГО РАЙОНУ ВІННИЦЬКО-ТУЛЬЧИНСЬКОЇ ЄПАРХІЇ УКРАЇНСЬКОЇ ПРАВОСЛАВНОЇ ЦЕРКВИ (ПРАВОСЛАВНОЇ ЦЕРКВИ УКРАЇНИ)" в ЄДР. [Архівовано з першоджерела 14 квітня 2019.].
25. ↑  "РЕЛІГІЙНА ГРОМАДА С. МАКОТЕРТИ ПРАВОСЛАВНОЇ ЦЕРКВИ УКРАЇНИ" в ЄДР. [Архівовано з першоджерела 14 квітня 2019.].
26. ↑  РГ СВЯТО-УСПЕНСЬКА ПАРАФІЯ КИЇВСЬКОЇ ЄПАРХІЇ (УПЦ) ПЦУ С. ПОГРЕБИ БРОВАРСЬКОГО РАЙОНУ КИЇВСЬКОЇ ОБЛАСТІ в ЄДР. [Архівовано з першоджерела 03 травня 2019.].
27. ↑  "РЕЛІГІЙНА ГРОМАДА ВЕЛИКОМУЧЕНИКА ДИМИТРІЯ СОЛУНСЬКОГО С. МОРОЗІВКА ПЦУ" в ЄДР. [Архівовано з першоджерела 29 квітня 2019.].
28. ↑  РЕЛІГІЙНА ГРОМАДА УКРАЇНСЬКОЇ ПРАВОСЛАВНОЇ ЦЕРКВИ ПРАВОСЛАВНОЇ ЦЕРКВИ УКРАЇНИ ХРАМУ "СВЯТИХ АПОСТОЛІВ ПЕТРА І ПАВЛА" СМТ БОГОРОДЧАНИ БОГОРОДЧАНСЬКОГО РАЙОНУ ІВАНО-ФРАНКІВСЬКОЇ ОБЛАСТІ в ЄДР. [Архівовано з першоджерела 01 червня 2019.].
29. ↑  "РЕЛІГІЙНА ГРОМАДА С. БУЩА ПРАВОСЛАВНОЇ ЦЕРКВИ УКРАЇНИ" в ЄДР. [Архівовано з першоджерела 14 квітня 2019.].
30. ↑  РЕЛІГІЙНА ГРОМАДА СВЯТО-ОНУФРІЇВСЬКОГО ХРАМУ СЕЛА ВИСОКЕ ТОМАШПІЛЬСЬКОГО РАЙОНУ ВІННИЦЬКО-ТУЛЬЧИНСЬКОЇ ЄПАРХІЇ УКРАЇНСЬКОЇ ПРАВОСЛАВНОЇ ЦЕРКВИ (ПРАВОСЛАВНОЇ ЦЕРКВИ УКРАЇНИ) в ЄДР. [Архівовано з першоджерела 13 травня 2019.].
31. ↑  ПАРАФІЯ СВЯТОГО АРХИСТРАТИГА МИХАЇЛА СЕЛА МИРОВЕ ШУМСЬКОГО Р-НУ ТЕРНОПІЛЬСЬКОЇ ЄПАРХІЇ ПЦУ в ЄДР. [Архівовано з першоджерела 03 травня 2019.].
32. ↑  ПАРАФІЯ УСПІННЯ ПРЕСВЯТОЇ БОГОРОДИЦІ ПЦУ СЕЛА РАДОМИШЛЬ ЛУЦЬКОГО РАЙОНУ в ЄДР. [Архівовано з першоджерела 22 квітня 2019.].
33. ↑  "РЕЛІГІЙНА ГРОМАДА С. П'ЯТИГОРИ ПРАВОСЛАВНОЇ ЦЕРКВИ УКРАЇНИ" в ЄДР. [Архівовано з першоджерела 31 березня 2019.].
34. ↑  РЕЛІГІЙНА ГРОМАДА СВЯТИТЕЛЯ МИКОЛАЯ ЧУДОТВОРЦЯ ПРАВОСЛАВНОЇ ЦЕРКВИ УКРАЇНИ СЕЛА ЖИДИЧИН в ЄДР. [Архівовано з першоджерела 21 березня 2019.].
35. ↑  "РЕЛІГІЙНА ГРОМАДА СВЯТО-ДМИТРІВСЬКОЇ ПАРАФІЇ УКРАЇНСЬКОЇ ПРАВОСЛАВНОЇ ЦЕРКВИ (ПРАВОСЛАВНОЇ ЦЕРКВИ УКРАЇНИ)" в ЄДР. [Архівовано з першоджерела 22 квітня 2019.].
36. ↑  "РЕЛІГІЙНА ГРОМАДА С. КУНИН ПРАВОСЛАВНОЇ ЦЕРКВИ УКРАЇНИ" в ЄДР. [Архівовано з першоджерела 14 квітня 2019.].
37. ↑  РЕЛІГІЙНА ОРГАНІЗАЦІЯ "РЕЛІГІЙНА ГРОМАДА (ПАРАФІЇ) СВ.МИХАЇЛА С.МИХАЙЛІВЦІ МУРОВАНОКУРИЛОВЕЦЬКОГО РАЙОНУ УКРАЇНСЬКОЇ ПРАВОСЛАВНОЇ ЦЕРКВИ (ПРАВОСЛАВНОЇ ЦЕРКВИ УКРАЇНИ)" в ЄДР. [Архівовано з першоджерела 14 квітня 2019.].
38. ↑  РЕЛІГІЙНА ОРГАНІЗАЦІЯ СВЯТО-МИКОЛАЇВСЬКА РЕЛІГІЙНА ГРОМАДА ПРАВОСЛАВНОЇ ЦЕРКВИ УКРАЇНИ СЕЛА ЖАШКОВИЧІ ІВАНИЧІВСЬКОГО РАЙОНУ ВОЛИНСЬКОЇ ОБЛАСТІ в ЄДР. [Архівовано з першоджерела 31 березня 2019.].
39. ↑  РЕЛІГІЙНА ОРГАНІЗАЦІЯ РЕЛІГІЙНА ГРОМАДА АРХІСТРАТИГА МИХАЇЛА ПРАВОСЛАВНОЇ ЦЕРКВИ УКРАЇНИ СЕЛА СМОЛЯВА ГОРОХІВСЬКОГО РАЙОНУ ВОЛИНСЬКОЇ ОБЛАСТІ в ЄДР. [Архівовано з першоджерела 21 березня 2019.].
40. ↑  СВЯТО-ІЛЛІНСЬКА РЕЛІГІЙНА ГРОМАДА ПЦУ СЕЛА КЛЕПАЧІВ КІВЕРЦІВСЬКОГО РАЙОНУ ВОЛИНСЬКОЇ ОБЛАСТІ в ЄДР. [Архівовано з першоджерела 19 березня 2019.].
41. ↑  "РЕЛІГІЙНА ГРОМАДА С. ПОСТІЙНЕ ПРАВОСЛАВНОЇ ЦЕРКВИ УКРАЇНИ" в ЄДР. [Архівовано з першоджерела 14 квітня 2019.].
42. ↑  ПАРАФІЯ СВЯТО-УСПЕНСЬКОГО ХРАМУ УПЦ (ПЦУ) С. ДІЛОВЕ РАХІВСЬКОГО РАЙОНУ  в ЄДР. [Архівовано з першоджерела 16 вересня 2020.].
43. ↑  РЕЛІГІЙНА ГРОМАДА "БЛАГОВІЩЕННЯ ПРЕСВЯТОЇ БОГОРОДИЦІ ПЦУ СЕЛА РАКІВ ЛІС КАМІНЬ-КАШИРСЬКОГО РАЙОНУ ВОЛИНСЬКОЇ ОБЛАСТІ в ЄДР. [Архівовано з першоджерела 23 березня 2019.].
44. ↑  ПАРАФІЯ ПОКРОВИ БОЖОЇ МАТЕРІ СЕЛА ПОТУТОРІВ ШУМСЬКОГО Р-НУ ТЕРНОПІЛЬСЬКОЇ ЄПАРХІЇ ПЦУ в ЄДР. [Архівовано з першоджерела 03 травня 2019.].
45. ↑  "РЕЛІГІЙНА ГРОМАДА С. КОПИТІВ ПРАВОСЛАВНОЇ ЦЕРКВИ УКРАЇНИ" в ЄДР. [Архівовано з першоджерела 14 квітня 2019.].
46. ↑  "РЕЛІГІЙНА ГРОМАДА С. СЕСТРЯТИН ПРАВОСЛАВНОЇ ЦЕРКВИ УКРАЇНИ" в ЄДР. [Архівовано з першоджерела 14 квітня 2019.].
47. ↑  РЕЛІГІЙНА ОРГАНІЗАЦІЯ РЕЛІГІЙНА ГРОМАДА СВ. БОРИСА І ГЛІБА ПЦУ С.ШКЛИНЬ ГОРОХІВСЬКОГО Р-НУ ВОЛИНСЬКОЇ ОБЛАСТІ в ЄДР. [Архівовано з першоджерела 31 березня 2019.].
48. ↑  РЕЛІГІЙНА ОРГАНІЗАЦІЯ СВЯТО-МИХАЙЛІВСЬКА РЕЛІГІЙНА ГРОМАДА ПРАВОСЛАВНОЇ ЦЕРКВИ УКРАЇНИ СЕЛА НЕСВІЧ ЛУЦЬКОГО РАЙОНУ ВОЛИНСЬКОЇ ОБЛАСТІ в ЄДР. [Архівовано з першоджерела 31 березня 2019.].
49. ↑  РЕЛІГІЙНА ОРГАНІЗАЦІЯ "СВЯТО-РІЗДВА БОГОРОДИЦІ РЕЛІГІЙНА ГРОМАДА СЕЛА ЧЕТВЕРТИНІВКА ТРОСТЯНЕЦЬКОГО РАЙОНУ УКРАЇНСЬКОЇ ПРАВОСЛАВНОЇ ЦЕРКВИ (ПРАВОСЛАВНОЇ ЦЕРКВИ УКРАЇНИ)" в ЄДР. [Архівовано з першоджерела 14 квітня 2019.].
50. ↑  РЕЛІГІЙНА ОРГАНІЗАЦІЯ РЕЛІГІЙНА ГРОМАДА ПОКРОВИ ПРЕСВЯТОЇ БОГОРОДИЦІ ПРАВОСЛАВНОЇ ЦЕРКВИ УКРАЇНИ СЕЛА ВЕСЕЛЕ ЛУЦЬКОГО РАЙОНУ ВОЛИНСЬКОЇ ОБЛАСТІ в ЄДР. [Архівовано з першоджерела 1 квітня 2019.].
51. ↑  "РЕЛІГІЙНА ГРОМАДА С. КОЗАК ПРАВОСЛАВНОЇ ЦЕРКВИ УКРАЇНИ" в ЄДР. [Архівовано з першоджерела 01 червня 2019.].
52. ↑  Р.О.ПЦУ СВЯТО-ДМИТРІВСЬКОЇ ПАРАФІЇ в ЄДР.
53. ↑  РЕЛІГІЙНА ОРГАНІЗАЦІЯ "РЕЛІГІЙНА ГРОМАДА СВЯТО-ПОКРОВСЬКОЇ ПАРАФІЇ УКРАЇНСЬКОЇ ПРАВОСЛАВНОЇ ЦЕРКВИ (ПРАВОСЛАВНОЇ ЦЕРКВИ УКРАЇНИ)" в ЄДР. [Архівовано з першоджерела 14 квітня 2019.].
54. ↑  ПАРАФІЯ РЕЛІГІЙНА ГРОМАДА КАЗАНСЬКОЇ ІКОНИ БОЖОЇ МАТЕРІ ПЦУ СЕЛА ДУЛІБИ в ЄДР. [Архівовано з першоджерела 11 квітня 2021.].
55. ↑  "РЕЛІГІЙНА ГРОМАДА С. УКРАЇНКА ПРАВОСЛАВНОЇ ЦЕРКВИ УКРАЇНИ" в ЄДР. [Архівовано з першоджерела 14 квітня 2019.].
56. ↑  Р.О.УКРАЇНСЬКОЇ ПРАВОСЛАВНОЇ СВЯТО-ПЕТРО-ПАВЛІВСЬКОЇ ЦЕРКВИ в ЄДР. [Архівовано з першоджерела 01 червня 2019.].
57. ↑  РЕЛІГІЙНА ОРГАНІЗАЦІЯ "РЕЛІГІЙНА ГРОМАДА ПАРАФІЇ НА ЧЕСТЬ СВЯТИХ АРХАНГЕЛІВ МИХАЇЛА І ГАВРИЇЛА ЧЕРНІВЕЦЬКО-ХОТИНСЬКОЇ ЄПАРХІЇ УКРАЇНСЬКОЇ ПРАВОСЛАВНОЇ ЦЕРКВИ (ПРАВОСЛАВНОЇ ЦЕРКВИ УКРАЇНИ) СЕЛА СТАРА ЖАДОВА СТОРОЖИНЕЦЬКОГО РАЙОНУ ЧЕРНІВЕЦЬКОЇ ОБЛАСТІ" в ЄДР. [Архівовано з першоджерела 01 червня 2019.].
58. ↑  РО "РЕЛІГІЙНА ГРОМАДА УСПЕНСЬКОГО ХРАМУ СМТ.СТРИЖАВКА ВІННИЦЬКОГО РАЙОНУ ПЦУ" в ЄДР. [Архівовано з першоджерела 14 квітня 2019.].
59. ↑  РЕЛІГІЙНА ОРГАНІЗАЦІЯ "РЕЛІГІЙНА ГРОМАДА ПРОРОКА БОЖОГО ІЛЛІ СЕЛА СТРІЛЬЧИНЦІ НЕМИРІВСЬКОГО РАЙОНУ УКРАЇНСЬКОЇ ПРАВОСЛАВНОЇ ЦЕРКВИ (ПРАВОСЛАВНОЇ ЦЕРКВИ УКРАЇНИ)" в ЄДР. [Архівовано з першоджерела 14 квітня 2019.].
60. ↑  ПАРАФІЯ СВЯТО-МИКОЛАЇВСЬКА РЕЛІГІЙНА ГРОМАДА ПЦУ СЕЛА БУДЯТИЧІ в ЄДР. [Архівовано з першоджерела 22 квітня 2019.].
61. ↑  "РЕЛІГІЙНА ГРОМАДА С. ПТИЧА ПРАВОСЛАВНОЇ ЦЕРКВИ УКРАЇНИ" в ЄДР. [Архівовано з першоджерела 8 квітня 2019.].
62. ↑  "ПАРАФІЯ СВЯТИТЕЛЯ МИКОЛАЯ ЧУДОТВОРЦЯ" УПЦ (ПЦУ), смт Парафіївка Ічнянський район,   в ЄДР. [Архівовано з першоджерела 19 вересня 2020.].
63. ↑  РЕЛІГІЙНА ГРОМАДА СВЯТО-УСПЕНСЬКОЇ ПАРАФІЇ КОЛОМИЙСЬКОЇ ЄПАРХІЇ УКРАЇНСЬКОЇ ПРАВОСЛАВНОЇ ЦЕРКВИ (ПРАВОСЛАВНОЇ ЦЕРКВИ УКРАЇНИ) СЕЛА ГРИНЯВА ВЕРХОВИНСЬКОГО РАЙОНУ ІВАНО-ФРАНКІВСЬКОЇ ОБЛАСТІ в ЄДР. [Архівовано з першоджерела 9 грудня 2019.].